# امارات متحده عربی
امارات متحدهٔ عربی (به عربی: الإمارات العربيّة المتّحدة) که معمولاً امارات نامیده می‌شود، کشوری در غرب آسیا است که در شرق شبه‌جزیرهٔ عربستان قرار گرفته و با کشورهای عمان و عربستان سعودی مرز زمینی مشترک دارد و از طریق خلیج فارس با قطر، بحرین، کویت، عراق، عربستان سعودی، عمان و ایران مرتبط است. ابوظبی پایتخت این کشور است، درحالی‌که دبی، پرجمعیت‌ترین شهر، و یک مرکز اقتصادی بین‌المللی است.
بیشترین درازای کشور امارات متحده عربی بر مبنای داده‌های جغرافیایی ۵۶۲ کیلومتر است.
امارات متحدهٔ عربی یک پادشاهی انتخابی از همبستگی هفت امارت است که شامل ابوظبی (پایتخت)، عجمان، دبی، فجیره، رأس‌الخیمه، شارجه، و ام‌القیوین می‌شود. هر امارت توسط یک امیر اداره می‌شود که این امیران مجلس عالی اتحاد را تشکیل می‌دهند؛ امیر ابوظبی همیشه رئیس امارات متحدهٔ عربی است، درحالی‌که امیر دوبی همواره مقام نخست‌وزیری این کشور را برعهده دارد. در سال ۲۰۱۳، جمعیت این کشور ۹٫۲ میلیون نفر بود که از این تعداد ۱٫۴ میلیون نفر شهروند امارات و ۷٫۸ میلیون نفر غیر اماراتی بودند. در سال ۲۰۲۰، جمعیت امارات متحدهٔ عربی تقریباً ۹٫۹ میلیون نفر بود.
منطقه‌ای که اکنون امارات متحدهٔ عربی نامیده می‌شود از ۱۲۵٫۰۰۰ سال پیش مسکونی بوده است. این شهر چهارراه تجارت بسیاری از تمدن‌ها از جمله بین‌النهرین، ایران و هند بوده است.
اسلام دین رسمی و عربی زبان رسمی امارات است. ذخایر نفت و ذخایر گاز طبیعی امارات متحدهٔ عربی به‌ترتیب ششمین و هفتمین ذخایر بزرگ جهان هستند. زاید بن سلطان آل نهیان، حاکم ابوظبی و اولین رئیس کشور، با سرمایه‌گذاری درآمدهای نفتی در امور بهداشتی، آموزشی و زیرساخت‌ها، بر توسعهٔ امارات تأثیر داشت. امارات متحدهٔ عربی دارای بیشترین تنوع اقتصادی در میان اعضای شورای همکاری خلیج فارس است. در سدهٔ بیست و یکم، وابستگی این کشور به نفت و گاز کمی کاهش یافته است و از نظر اقتصادی بر گردشگری و تجارت متمرکز شده است.
وضعیت حقوق بشر در امارات توسط گروه‌های حقوق بشری، مانند عفو بین‌الملل، خانهٔ آزادی، و دیده‌بان حقوق بشر به‌عنوان غیر استاندارد در نظر گرفته شده است و گزارش‌هایی از زندانی کردن شهروندان و شکنجهٔ آنها و خانواده‌هایشان در دست است و در مواردی آزار و اذیت دستگاه‌های امنیتی دولتی به ناپدید شدن قهری منجر شده است. حقوق فردی مانند آزادی‌های اجتماعی، مشارکت در امور سیاسی، رسانه‌ها، آزادی بیان و نیز آزادی ادیان به‌شدت سرکوب می‌شوند. امارات متحده عربی به‌عنوان یک قدرت متوسط در نظر گرفته می‌شود. این کشور یکی از اعضای سازمان ملل متحد، اتحادیهٔ عرب، سازمان همکاری اسلامی، اوپک، جنبش عدم تعهد، و شورای همکاری خلیج فارس است.

## تاریخ
آثار باستانی کشف‌شده در امارات متحدهٔ عربی، تاریخ سکونت و مهاجرت انسانی را نشان می‌دهد که در ۱۲۵٫۰۰۰ سال پیش از آفریقا به شارجه مهاجرت کرده است. مکان‌های تدفین که قدمت آن به دوران نوسنگی و عصر برنز برمی‌گردد، قدیمی‌ترین مکان شناخته‌شده داخلی در جبل بوهایس است. این منطقه که در نزد سومریان تحت عنوان مَگان شناخته می‌شود، در طول دورهٔ ام النار، فرهنگ تجاری پررونق عصر برنز را در خود جای داده بود که تجارت میان درهٔ سند، دیلمون و بین‌النهرین و همچنین ایران)، باختر و شام بود. پس از آن، در دورهٔ وادی سوق و عصر آهن ۳ شاهد ظهور کوچ‌نشینی و همچنین توسعهٔ مدیریت آب و سیستم‌های آبیاری بود که باعث سکونت انسان در ساحل و نواحی داخلی‌تر می‌شد. عصر اسلامی امارات متحدهٔ عربی به اخراج ساسانیان و پس از آن نبرد دیبا برمی‌گردد. تاریخ تجارت امارات متحدهٔ عربی منجر به ظهور جلفار، در امارت کنونی رأس‌الخیمه، به عنوان یک مرکز تجاری و دریایی منطقه‌ای در این ناحیه شد. تسلط بازرگانان اماراتی بر خلیج فارس به درگیری با قدرت‌های اروپایی ازجمله امپراتوری پرتغال و امپراتوری بریتانیا منجر شد.
پس از چندین دهه درگیری دریایی، امارت‌های ساحلی با امضای معاهدهٔ عمومی دریایی با بریتانیا در سال ۱۸۲۰ (تصویب در ۱۸۵۳ و مجدداً در سال ۱۸۹۲) به عنوان امارت‌های ساحل آشتی شناخته شدند و تحت‌الحمایه انگلیس قرار گرفتند. به این ترتیب با استقلال و تأسیس امارات متحدهٔ عربی در ۲ دسامبر ۱۹۷۱ و به دنبال خروج بریتانیا از منطقه، این معاهده پایان یافت. شش امارت در سال ۱۹۷۱ به امارات پیوستند. هفتم، رأس‌الخیمه، در ۱۰ فوریه ۱۹۷۲ به فدراسیون پیوست.

### دوران باستان

مکا یا گدروزیا یکی از ساتراپی‌های شاهنشاهی هخامنشی که یونانی‌ها هم‌زمان به آن گدروزیا اطلاق می‌کردند.

ابزارهای سنگی به دست‌آمده نشان می‌دهد که ساکنان آفریقا در حدود ۱۲۷٫۰۰۰ سال پیش زندگی می‌کردند و ابزارهای سنگی که در سواحل عربستان برای قصابی حیوانات استفاده می‌شد نشان از سکونتگاهی حتی قدیمی‌تر از ۱۳۰٫۰۰۰ سال پیش دارد. هیچ مدرکی دال بر تماس با جهان خارج در آن مرحله وجود ندارد، اگرچه به مرور زمان پیوندهای تجاری پر جنب‌وجوش با تمدن‌های بین‌النهرین، ایران و فرهنگ هاراپا در درهٔ سند ایجاد شد. این تماس ادامه یافت و گسترده‌تر شد، احتمالاً با انگیزهٔ تجارت مس از کوه‌های حجر، که در حدود ۳۰۰۰ سال پیش از میلاد آغاز شد.

### از تمدن مگان تا قبل از ساسانیان
منابع سومری از امارات و عمان به عنوان خانهٔ مردم «مَگان» یا «ماکان» صحبت می‌کنند.
نام «مَگان» یا «ماکان» برای اولین بار در کتیبه‌های سومری و آکدی و آشوری برای اشاره به منطقه بلوچستان امروزی آمده که کشور امارات و بخش‌های شمالی عمان نیز جزئی از آن بودند. این تمدن‌ها و امپراتوری‌های بین‌النهرینی از روابط و تجارت با تمدن مَگان یا ماکان صحبت می‌کردند که بنا به گفته آنها مس و دیوریت بین‌النهرین از این منطقه تأمین می‌شده و همچنین نارام سین پادشاه بزرگ آکدی لقب سامی «مَلِک» را به پادشاه مغلوب مگان داد. در کتیبه بعد از آشوری نو که کتیبه‌های هخامنشی هستند از ساتراپ «مَکا» یا «ماکا» صحبت به میان آمده و هم‌زمان با هخامنشیان هردوت تاریخ‌نگار یونانی گدروزیا را یکی از ساتراپ‌های هخامنشی می‌شمارد که به بلوچستان کنونی منطبق است. بی تردید «مَگان» یا «ماکان» در بین‌النهرین با «مَکا» و «ماکا» در هخامنشی یکسان هستند و همانند کاربرد گدروزیا توسط یونانی‌ها همگی برای اشاره به بلوچستان مورد استفاده قرار می‌گرفتند.

### ساسانیان
در عهد ساسانیان و سپس در دوره اسلامی به مناطق شمال عمان، قطر، امارات، بحرین نیز «استان مازون» و به محدوده کنونی بلوچستان، مکران اطلاق شده که به گفته مورخان ریشه اسم مکران و مازون از تمدن «مگان» یا «ماکان» است و چنین برداشت می‌شود که مکران و مازون نمونه فرگشت یافته «مگان» یا «ماکان» ضمن آنکه مازون استان ساسانی در شمال عمان، قطر، امارات، بحرین و مکران هم استانی ساسانی در جنوب بلوچستان بود که هر دو دارای یک ریشه در عهد باستان و «تمدن مگان» داشتند. ضمن آنکه دریای مکران یا بحر مکران تا قبل از استعمار بریتانیا کاربرد داشته و بر دریای عمان نیز اطلاق می‌شده که طی استعمار بریتانیا دریای عمان رواج پیدا کرد.
شش دوره سکونت انسانی با رفتارهای متمایز در امارات پیش از اسلام وجود دارد: دورهٔ حَفیت از ۳۲۰۰ تا ۲۶۰۰ پیش از میلاد، فرهنگ ام النار از ۲۶۰۰ تا ۲۰۰۰ پیش از میلاد، و تمدن وادی سوق از ۲۰۰۰ تا ۱۳۰۰ پیش از میلاد. از سال ۱۲۰۰ پیش از میلاد تا ظهور اسلام در عربستان شرقی، این منطقه تحت حاکمیت ایران بوده است. پس از اسلام نیز در دوره‌های مختلف تاریخی جزئی از خاک ایران به‌شمار می‌آمد.

### دوران اسلامی
گمان می‌رود که گسترش اسلام به شمال شرقی شبه‌جزیرهٔ عربستان مستقیماً از نامه‌ای است که پیامبر اسلام، محمد به حاکمان عمان در سال ۶۳۰ میلادی، یعنی ۹ سال پس از هجرت فرستاده است. این امر باعث شد گروهی از فرمانروایان به مدینه سفر کنند و به اسلام گرویدند و متعاقباً قیام موفقی را علیه ساسانیان، که در آن زمان بر سواحل شمالی تسلط داشتند، هدایت کردند. پس از مرگ محمد، جوامع جدید اسلامی در جنوب خلیج فارس با قیام علیه رهبران مسلمان تهدید کردند که از اسلام جدا می‌شوند. ابوبکر لشکری را از مدینه فرستاد که در نبرد دیبا ۱۰٫۰۰۰ نفر جان خود را از دست دادند، و این سرزمین مجدداً به فتح اسلام درآمد.
در سال ۶۳۷، جلفار (در منطقهٔ رأس‌الخیمهٔ امروزی) بندر مهمی بود که به‌عنوان پایگاه حملهٔ اسلام به شاهنشاهی ساسانی مورد استفاده قرار می‌گرفت. منطقهٔ العین نیز به عنوان یک پست تجاری مهم برای مسیرهای شتر میان ساحل و سرزمین‌های داخلی عربستان بود.
اولین مکان مسیحی در امارات متحدهٔ عربی برای اولین بار در دههٔ ۱۹۹۰ در جزیره‌ای که اکنون به عنوان جزیرهٔ صیر بنی‌یاس شناخته می‌شود و قدمت آن به سدهٔ هفتم بازمی‌گردد کشف شد. احتمالاً این مکان مسیحی کلیسایی نستوری بود و در سال ۶۰۰ میلادی ساخته شد و به نظر می‌رسد که در سال ۷۵۰ به‌طور مسالمت‌آمیزی متروک شد. این مکان یک پیوند فیزیکی نادر با میراث مسیحیت است که گمان می‌رود از سال ۵۰ تا ۳۵۰ در سراسر شبه‌جزیره در مسیرهای تجاری گسترش یافته‌بود.

### دوران پرتغالی‌ها
محیط خشن بیابان منجر به ظهور «عشایر همه‌کاره» شد، گروه‌های عشایری که به دلیل انواع فعالیت‌های اقتصادی از جمله دامداری، کشاورزی و شکار امرار معاش می‌کردند. تحرکات فصلی این گروه‌ها نه تنها منجر به درگیری‌های مکرر بین گروه‌ها می‌شد، بلکه باعث ایجاد شهرک‌ها و مراکز فصلی و نیمه‌فصلی می‌گردید.
با گسترش امپراتوری‌های استعماری اروپایی، نیروهای پرتغالی، انگلیسی و هلندی در منطقهٔ خلیج فارس ظاهر شدند. تا سدهٔ هجدهم، کنفدراسیون بنی یاس نیروی مسلط در بیشتر مناطقی بود که اکنون به نام ابوظبی شناخته می‌شود، در حالی که القاسمی بر تجارت دریایی تسلط داشت. پرتغالی‌ها نفوذ خود را بر شهرک‌های ساحلی حفظ کردند و در پی فتوحات خونین سدهٔ شانزدهم جوامع ساحلی توسط آلفونسو دو آلبوکرکی و فرماندهان پرتغالی که از او پیروی کردند - به‌ویژه در ساحل شرقی، قلعه‌هایی در مسقط، صحار و خور فکان ساختند.

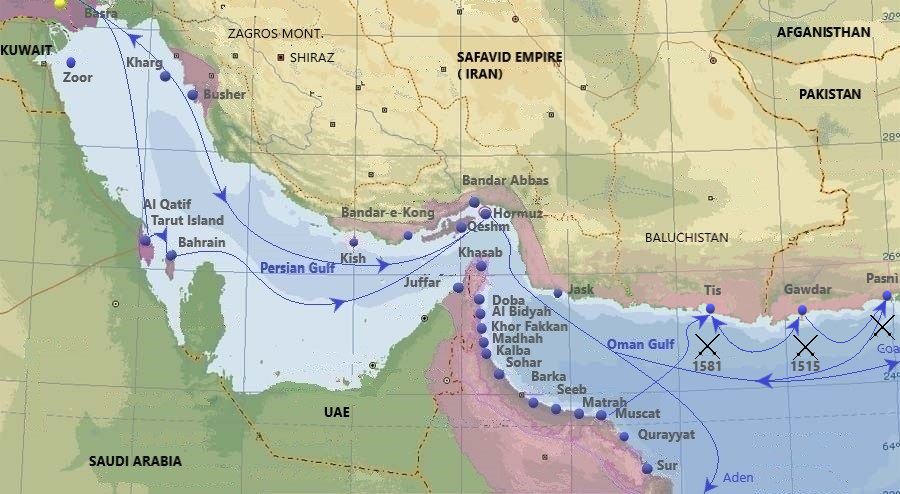
بنفش – پرتغالی‌ها در خلیج فارس در بازهٔ زمانی سدهٔ ۱۶ و ۱۷.

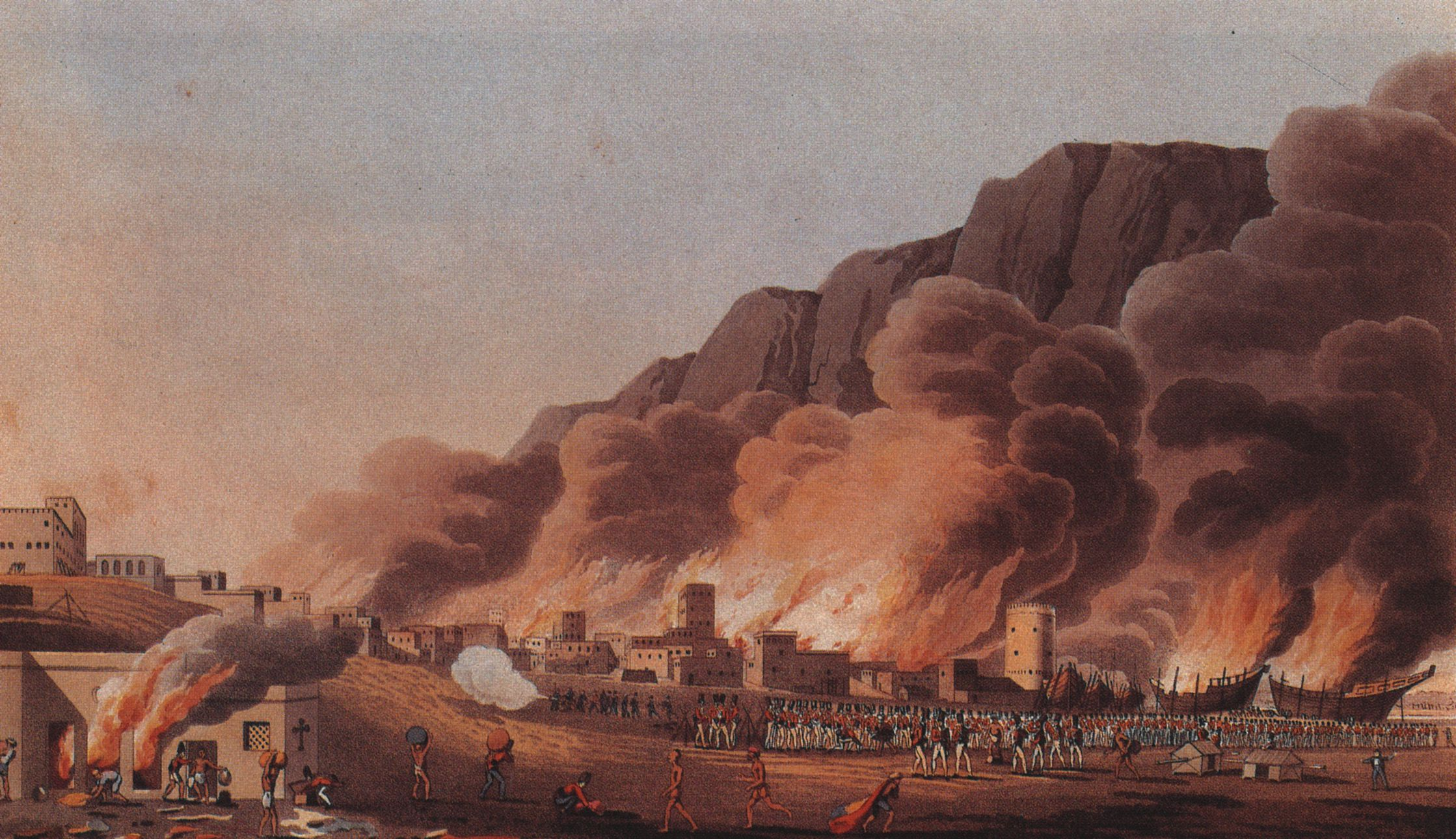
تابلویی که سوزاندن بندر رأس‌الخیمه را در جریان لشکرکشی خلیج فارس (۱۸۰۹) به تصویر می‌کشد.

سواحل جنوبی خلیج فارس برای بریتانیایی‌ها تحت عنوان «ساحل دزدان دریایی» شناخته می‌شد، زیرا قایق‌های قبیلهٔ القاسمی کشتی‌های تحت پرچم بریتانیا را از سدهٔ هفدهم تا نوزدهم آزار می‌دادند. اتهام دزدی دریایی توسط مورخان مدرن اماراتی، از جمله حاکم کنونی شارجه، سلطان بن محمد القاسمی، در کتاب خود با عنوان افسانهٔ دزدی دریایی عرب‌ها در خلیج در سال ۱۹۸۶ مورد مناقشه قرار گرفته است.
لشکرکشی‌های بریتانیا برای محافظت از مسیرهای تجاری خود در هند منجر به لشکرکشی‌هایی علیه رأس‌الخیمه و سایر بنادر در امتداد ساحل شد، از جمله لشکرکشی خلیج فارس در سال ۱۸۰۹ و لشکرکشی موفق‌تر در سال ۱۸۱۹. سال بعد، بریتانیا و تعدادی از حاکمان محلی قراردادی را امضا کردند. آتش‌بس دریایی، که باعث پیدایش اصطلاح ساحل آشتی شد که وضعیت امارات ساحلی را مشخص کرد. معاهده دیگری در سال ۱۸۴۳ امضا شد و در سال ۱۸۵۳ آتش‌بس دریایی دائمی به تصویب رسید. به این «توافق‌نامه‌های انحصاری» که در سال ۱۸۹۲ امضا شد، بندی افزوده شد که امارت‌های ساحلی را تحت‌الحمایهٔ بریتانیا قرار داد.
بر اساس معاهدهٔ ۱۸۹۲، شیوخ موافقت کردند که هیچ سرزمینی را به جز در اختیار انگلیس قرار ندهند و بدون رضایت آنها با هیچ دولت خارجی غیر از انگلیس وارد رابطه نشوند. در مقابل، انگلیسی‌ها قول دادند که از ساحل آشتی در برابر هرگونه تجاوز دریایی محافظت کنند و در صورت حملهٔ زمینی کمک کنند. توافقنامهٔ انحصاری بین ۶ تا ۸ مارس ۱۸۹۲ توسط حاکمان ابوظبی، دبی، شارجه، عجمان، رأس‌الخیمه و ام‌القویین امضا شد. متعاقباً نیز توسط نایب‌السلطنهٔ هند و دولت بریتانیا در لندن به تصویب رسید. پلیس دریایی بریتانیا به این معنی بود که ناوگان مروارید می‌توانند در امنیت نسبی فعالیت کنند. با این حال، ممنوعیت تجارت برده توسط بریتانیا به معنای از دست رفتن منبع درآمد مهمی برای برخی از شیوخ و بازرگانان بود.
در سال ۱۸۶۹، قبیلهٔ قبیصات در خور العدید مستقر شدند و سعی کردند از حمایت عثمانی‌ها استفاده کنند. در آن زمان ابوظبی ادعای خور العدید را داشت، ادعایی که انگلیسی‌ها نیز از آن حمایت می‌کردند. در سال ۱۹۰۶، مقیم سیاسی بریتانیا، پرسی کاکس، کتباً به زاید بن خلیفه آل نهیان، حاکم ابوظبی تأیید کرد که خور العدید متعلق به اوست.

### دوران بریتانیا و کشف نفت
در طول سدهٔ نوزدهم و اوایل سدهٔ بیستم، صنعت مرواریدسازی رونق گرفت و هم درآمد و هم اشتغال برای مردم خلیج فارس فراهم کرد. جنگ جهانی اول تأثیر شدیدی بر صنعت داشت، اما این رکود اقتصادی در اواخر دههٔ ۱۹۲۰ و اوایل دههٔ ۱۹۳۰، همراه با اختراع مروارید پرورشی بود که باعث از بین رفتن این صنعت شد. بقایای تجارت سرانجام مدت کوتاهی پس از جنگ جهانی دوم، زمانی که دولت تازه مستقل مالیات سنگینی بر مرواریدهای وارداتی از کشورهای عربی خلیج فارس وضع کرد، از بین رفت. کاهش مروارید منجر به مشکلات اقتصادی شدید در ساحل آشتی شد.
در سال ۱۹۲۲ با آگاهی از پتانسیل توسعهٔ منابع طبیعی مانند نفت، و به دنبال اکتشاف آن در ایران (از سال ۱۹۰۸) و بین‌النهرین (از ۱۹۲۷)، یک شرکت نفتی تحت رهبری بریتانیا، شرکت نفت عراق، به منطقه علاقه نشان داد. شرکت نفت ایران و انگلیس سهمی ۲۳٫۷۵ درصدی در شرکت نفت عراق داشت. از سال ۱۹۳۵، امتیازات برای اکتشاف نفت توسط حاکمان محلی اعطا شد، و شرکت نفت ایران و انگلیس اولین امتیاز را به نمایندگی از شرکت کنسرسیوم نفت، یک شرکت وابسته به شرکت نفت عراق امضا کرد. شرکت نفت ایران و انگلیس از توسعهٔ منطقه به تنهایی به دلیل محدودیت‌های توافق‌نامه، که آن را ملزم به فعالیت از طریق شرکت نفت عراق می‌کرد، منع شد. تعدادی از گزینه‌ها بین کنسرسیوم نفت و حاکمان امضا شد که درآمد مفیدی را برای جوامعی که پس از فروپاشی تجارت مروارید دچار فقر شده بودند، فراهم می‌کرد. با این حال، ثروت نفتی که حاکمان می‌توانستند از درآمدهای حاصل از کشورهای اطراف مانند ایران، بحرین، کویت، قطر و عربستان سعودی ببینند، دست نیافتنی باقی ماند. اولین چاه در ابوظبی توسط شرکت نفت عراق در رأس صدر در سال ۱۹۵۰ حفاری شد، که حفاری آن به عمق ۱۳٬۰۰۰-فوت-deep (۴٬۰۰۰-متر)) یک سال طول کشید و هزینه‌ای هنگفت بالغ بر ۱ میلیون پوند برجای گذاشت.
بریتانیایی‌ها یک دفتر توسعه ایجاد کردند که در برخی از پیشرفت‌های کوچک در امارات کمک کرد. سپس هفت شیخ امارات تصمیم به تشکیل شورایی برای هماهنگی امور بین خود گرفتند و ادارهٔ دفتر توسعه را به عهده گرفتند. در سال ۱۹۵۲، آنها شورای ساحل آشتی را تشکیل دادند، و عدی البیطار، مشاور حقوقی راشد بن سعید آل مکتوم دبی را به عنوان دبیرکل و مشاور حقوقی شورا منصوب کردند. این شورا پس از تشکیل امارات متحدهٔ عربی منحل شد. ماهیت قبیله‌ای جامعه و عدم تعریف مرزها میان امارت‌ها اغلب به اختلافاتی منجر می‌شد که یا از طریق میانجی‌گری یا به ندرت با زور حل‌وفصل می‌شد.
در سال ۱۹۵۳، یکی از شرکت‌های تابعهٔ بریتیش پترولیوم، D'Arcy Exploration Ltd، یک امتیاز دریایی از حاکم ابوظبی دریافت کرد. بریتیش پترولیوم به Compagnie Française des Pétroles (توتال‌انرژیز) پیوست تا شرکت‌های عامل، Abu Dhabi Marine Areas Ltd (ADMA) و Dubai Marine Areas Ltd را تشکیل دهد. تعدادی بررسی‌های نفتی در زیر دریا انجام شد، از جمله یکی به رهبری کاشف دریایی معروف ژاک-ایو کوستو. در سال ۱۹۵۸، یک دکل سکوی شناور از هامبورگ آلمان، یدک‌کش شد و بر روی بستر مروارید ام شیف، در آب‌های ابوظبی، جایی که حفاری آغاز شد، قرار گرفت و در ماه مارس به نفت رسید. این اولین اکتشاف تجاری ساحل آشتی بود که منجر به اولین صادرات نفت در سال ۱۹۶۲ شد. ADMA اکتشافات فراساحلی بیشتری در زکوم و جاهای دیگر انجام داد و سایر شرکت‌ها اکتشافات تجاری مانند میدان نفتی فاتح در نزدیکی دبی و میدان مبارک در نزدیکی شارجه (مشترک با ایران) انجام دادند.
در همین حال، اکتشافات نفت در خشکی به دلیل اختلافات ارضی انجام نشد. در سال ۱۹۵۵، بریتانیا نمایندهٔ ابوظبی و عمان در مناقشهٔ آنها با عربستان سعودی بر سر استان بریمی بود. قرارداد ۱۹۷۴ بین ابوظبی و عربستان سعودی به نظر می‌رسید که مناقشهٔ مرزی ابوظبی و عربستان را حل و فصل کرد، اما در نهایت به تصویب طرفین نرسید. مرز امارات متحدهٔ عربی با عمان در سال ۲۰۰۸ مورد توافق طرفین رسید.
PDTC به اکتشاف در سرزمین اصلی امارات و دور از منطقهٔ مورد مناقشه ادامه داد و پنج حلقه چاه دیگر حفر کرد که آنها نیز خشک بودند. با این حال، در ۲۷ اکتبر ۱۹۶۰، شرکت نفت مقادیر زیادی نفت را در در چاه موربان شمارهٔ ۳ در ساحل نزدیک تاریف کشف کرد. در سال ۱۹۶۲، PDTC به شرکت نفت ابوظبی تبدیل شد. با افزایش درآمدهای نفتی، حاکم ابوظبی، زاید بن سلطان آل نهیان، یک برنامهٔ ساخت‌وساز عظیم شامل ساخت مدارس، مسکن، بیمارستان‌ها و جاده‌ها را انجام داد. هنگامی که صادرات نفت دبی در سال ۱۹۶۹ آغاز شد، شیخ راشد بن سعید آل مکتوم، حاکم دبی، توانست درآمدهای حاصل از ذخایر محدود یافت‌شده را سرمایه‌گذاری کند تا انگیزه‌های متنوعی را برای سرمایه‌گذاری در دبی ایجاد کند.

### استقلال

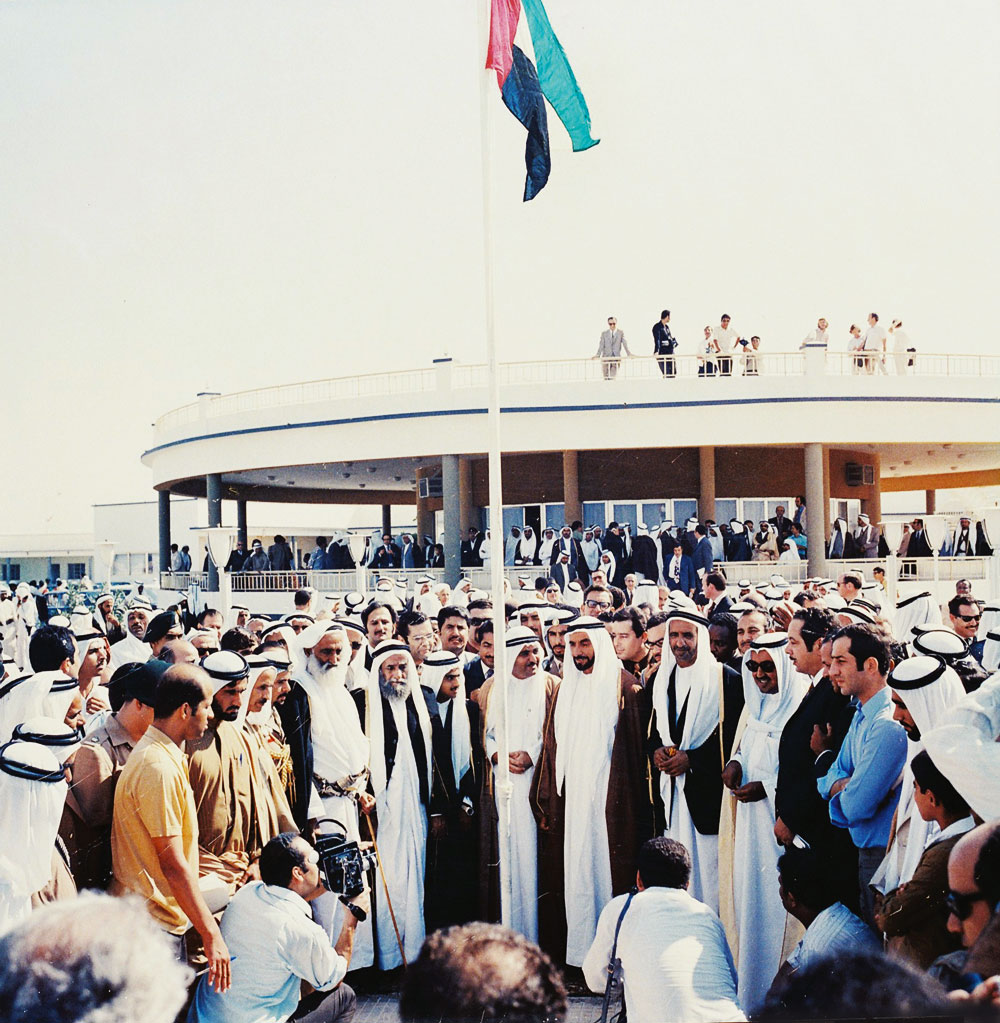
اولین برافراشتن پرچم امارات متحدهٔ عربی توسط حاکمان امارات در خانهٔ اتحادیهٔ دبی در ۲ دسامبر ۱۹۷۱

در سال ۱۹۶۶، مشخص شد که دولت بریتانیا دیگر توان اداره و حفاظت از آنچه اکنون امارات متحدهٔ عربی نامیده می‌شود را ندارد. اعضای پارلمان بریتانیا در مورد آمادگی نیروی دریایی سلطنتی برای دفاع از شیخ‌نشین‌ها بحث کردند. دنیس هیلی، وزیر دفاع بریتانیا گزارش داد که نیروهای مسلح بریتانیا به‌طور جدی بیش از حد تحت فشار قرار گرفته‌اند و از برخی جهات به‌طور خطرناکی برای دفاع از شیخ‌نشین‌ها مجهز نبودند. در ۲۴ ژانویهٔ ۱۹۶۸، هارولد ویلسون، نخست‌وزیر بریتانیا تصمیم دولت را که در مارس ۱۹۷۱ توسط ادوارد هیت مجدداً تأیید شد، مبنی بر پایان دادن به روابط معاهده با هفت شیخ‌نشین ساحل آشتی اعلام کرد؛ به همراه بحرین و قطر که تحت حمایت بریتانیا بودند. چند روز پس از اعلام این خبر، حاکم ابوظبی، زاید بن سلطان آل نهیان، از ترس آسیب‌پذیری، سعی کرد با پیشنهاد پرداخت تمام هزینه‌های نیروهای مسلح بریتانیا در منطقه، این کشور را متقاعد کند که به معاهده‌های حفاظتی احترام بگذارد. دولت کارگر بریتانیا این پیشنهاد را رد کرد. پس از آنکه گورونوی رابرتز، نمایندهٔ حزب کارگر، خبر خروج بریتانیا را به شیخ زاید اطلاع داد، ۹ شیخ‌نشین خلیج فارس تلاش کردند تا اتحادیه‌ای از امارات عربی تشکیل دهند، اما در اواسط سال ۱۹۷۱، با وجود اینکه روابط بریتانیا در قراردادهای معاهده وجود داشت، همچنان نتوانستند بر سر شرایط اتحادیه به توافق برسند.
ترس از آسیب‌پذیری روز قبل از استقلال بروز کرد. یک گروه ناوشکن ایرانی با حرکت به سمت جزایر تنب بزرگ و تنب کوچک، یک رزمایش در آنجا برگزار کردند و حاکمیت ایران را بر این جزایر مجدداً برقرار کردند. یک کشتی جنگی بریتانیایی که در منطقه حضور داشت، در طول تهاجم تنها نظاره‌گر بود. یک گروه ناوشکن به جزیرهٔ ابوموسی نیز نزدیک شد. اما در آنجا، خالد بن محمد القاسمی قبلاً با شاه ایران مذاکره کرده بود و جزیره به سرعت در اختیار ایرانی‌ها قرار گرفت. در همین حال، عربستان سعودی مدعی بخش‌هایی از ابوظبی شد.
بحرین که در ابتدا قصد داشت بخشی از فدراسیون پیشنهادی امارات عربی باشد، در ماه اوت و قطر در سپتامبر ۱۹۷۱ مستقل شدند؛ زمانی که معاهدهٔ بریتانیا و شیخ‌نشینان ساحل آشتی در ۱ دسامبر ۱۹۷۱ منقضی شد، هر دو امیرنشین به‌طور کامل مستقل شدند. در ۲ دسامبر ۱۹۷۱، در مهمانخانهٔ دبی شش امارت (ابوظبی، عجمان، دبی، فجیره، شارجه و ام‌القویین) با ورود به اتحادیه‌ای با نام امارات متحدهٔ عربی موافقت کردند. رأس‌الخیمه بعداً در ۱۰ ژانویه ۱۹۷۲ به آن پیوست. در فوریهٔ ۱۹۷۲، مجلس ملی اتحاد ایجاد شد. این مجلس یک هیئت مشورتی ۴۰ نفره بود که توسط هفت حاکم منصوب می‌شد. امارات متحدهٔ عربی در ۶ دسامبر ۱۹۷۱ به اتحادیهٔ عرب و در ۹ دسامبر به سازمان ملل متحد پیوست. این کشور یکی از اعضای مؤسس شورای همکاری خلیج فارس در می ۱۹۸۱ بود که ابوظبی میزبان اولین نشست این شورا بود.
یک اماراتی ۱۹ ساله از ابوظبی، عبدالله محمد المائینه، پرچم امارات را در سال ۱۹۷۱ طراحی کرد. چهار رنگ پرچم، رنگ‌های پان‌عربیسم قرمز، سبز، سفید و سیاه است و نشان‌دهندهٔ وحدت ملل عرب است. این پرچم در ۲ دسامبر ۱۹۷۱ به تصویب رسید. المائینه به عنوان سفیر امارات در شیلی خدمت کرد و در حال حاضر به عنوان سفیر امارات در جمهوری چک فعالیت می‌کند.

### دوران پس از استقلال

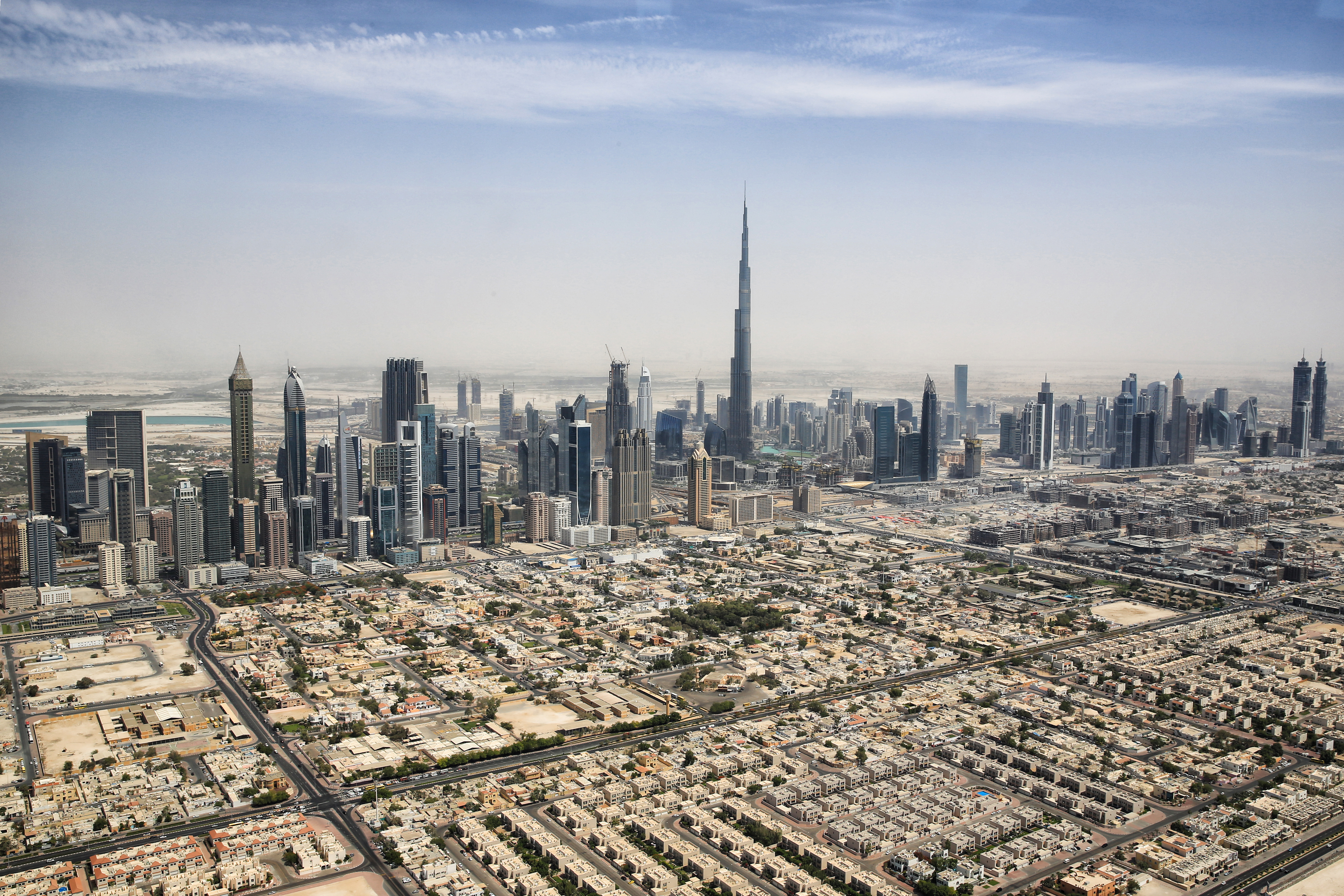
نمایی از دبی

امارات متحدهٔ عربی از عملیات نظامی ایالات متحده و سایر کشورهای ائتلاف در جنگ علیه طالبان (طالبان در افغانستان (۲۰۰۱) و صدام حسین صدام حسین در عراق بعثی (۲۰۰۳) حمایت کرد و همچنین عملیات پشتیبانی از جنگ با تروریسم در شاخ آفریقا در پایگاه هوایی الظفره واقع در خارج از ابوظبی انجام شد. این پایگاه هوایی همچنین از عملیات متفقین در طول جنگ خلیج فارس (۱۹۹۱) و عملیات دیده‌بان شمالی پشتیبانی کرد. این کشور قبلاً در سال ۱۹۹۴ یک قرارداد دفاعی نظامی با ایالات متحده و در سال ۱۹۹۵ با فرانسه امضا کرده بود. در ژانویهٔ ۲۰۰۸، فرانسه و امارات متحدهٔ عربی قراردادی را امضا کردند که به فرانسه اجازه می‌داد یک پایگاه نظامی دائمی در امارت ابوظبی ایجاد کند. امارات در مارس ۲۰۱۱ به عملیات نظامی بین‌المللی در لیبی پیوست.
در ۲ نوامبر ۲۰۰۴، زاید بن سلطان آل نهیان، اولین رئیس امارات درگذشت. خلیفه بن زاید آل نهیان به عنوان رئیس امارات انتخاب شد. بر اساس قانون اساسی، شورای عالی حاکمان امارات، خلیفه را به عنوان رئیس انتخاب کرد. محمد بن زاید آل نهیان جانشین خلیفه و به عنوان ولیعهد ابوظبی منصوب شد. در ژانویهٔ ۲۰۰۶، مکتوم بن راشد آل مکتوم، نخست‌وزیر امارات متحدهٔ عربی و حاکم دبی، درگذشت و محمد بن راشد آل مکتوم هر دو نقش را بر عهده گرفت.
اولین انتخابات ملی تاریخ این کشور در ۱۶ دسامبر ۲۰۰۶ در امارات متحدهٔ عربی برگزار شد. تعدادی از رأی‌دهندگان نیمی از اعضای مجلس ملی اتحاد را انتخاب کردند. امارات متحدهٔ عربی تا حد زیادی از بهار عربی که سایر کشورهای عربی تجربه کرده بودند دور ماند. با این حال، ۶۰ فعال اماراتی از الاصلاح به اتهام تلاش برای کودتا و تلاش برای ایجاد یک دولت اسلام‌گرا در امارات دستگیر شدند. امارات متحدهٔ عربی در نوامبر ۲۰۱۲ با توجه به اعتراضات در بحرین، تمسخر آنلاین دولت خود یا تلاش برای سازماندهی اعتراضات عمومی از طریق رسانه‌های اجتماعی را غیرقانونی اعلام کرد.
در ۲۹ ژانویهٔ ۲۰۲۰، در پی دنیاگیری کووید-۱۹ تأیید شد که کرونا به امارات متحده عربی نیز رسیده است، زیرا آزمایش یک زن ۷۳ سالهٔ چینی مثبت شده بود. دو ماه بعد، در ماه مارس، دولت تعطیلی مراکز خرید، مدارس، و عبادتگاه‌ها را اعلام کرد، علاوه بر این، منع رفت و آمد ۲۴ ساعته را وضع کرد و همهٔ پروازهای مسافری امارات را به حالت تعلیق درآورد.این امر منجر به رکود اقتصادی بزرگی شد که در نهایت منجر به ادغام بیش از ۵۰ درصد از آژانس‌های فدرال امارات شد.
در ۲۹ اوت ۲۰۲۰، امارات روابط دیپلماتیک عادی با اسرائیل برقرار کرد و با کمک ایالات متحده، همراه با بحرین، پیمان ابراهیم را امضا کرد.
در ۹ فوریه ۲۰۲۱، کاوشگر امید امارات با موفقیت به مدار مریخ رسید، و این کشور به یک نقطهٔ عطف تاریخی دست یافت. امارات اولین کشور جهان عرب شد که به مریخ رسید، و پنجمین کشوری لقب گرفت که با موفقیت به مریخ رسید.

## جغرافیا

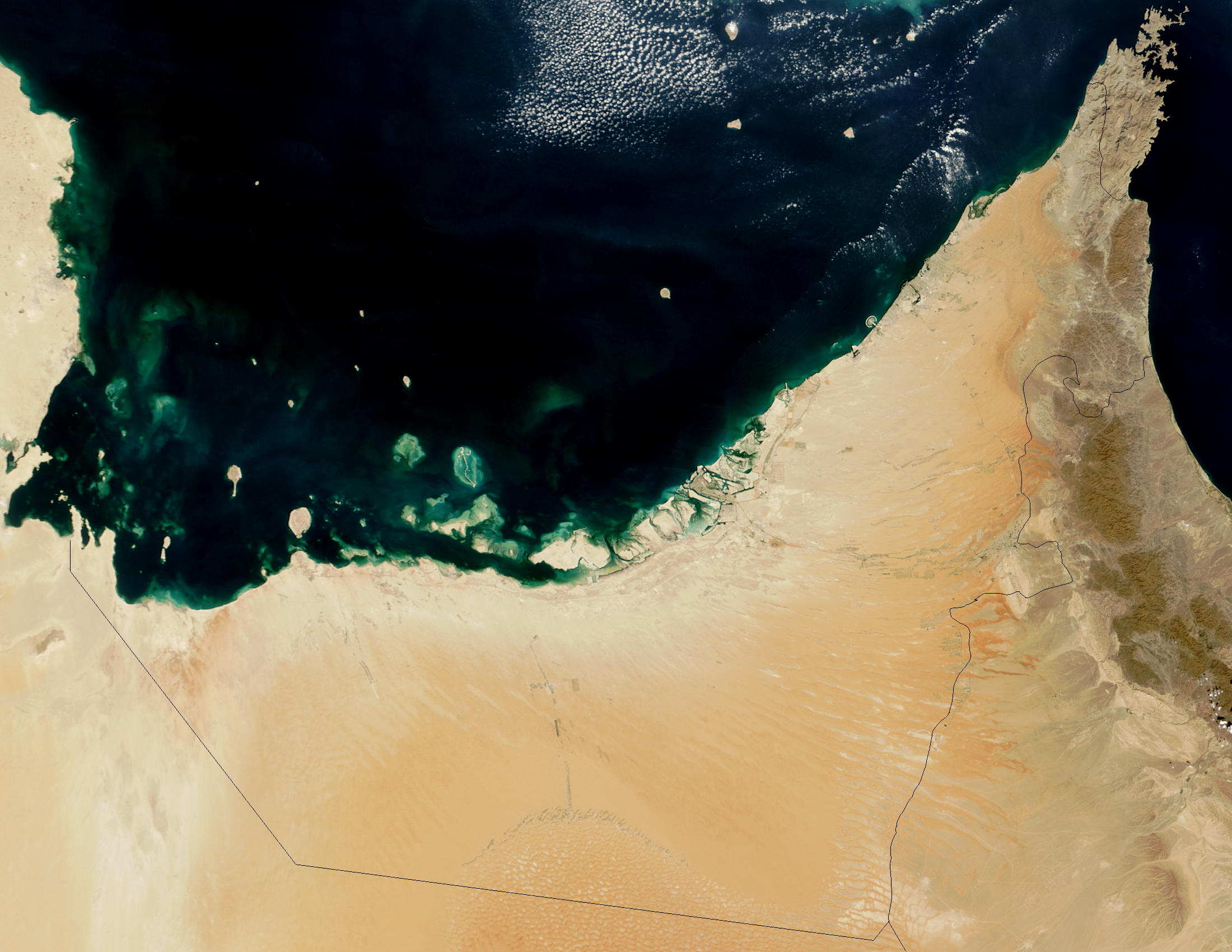
تصویر ماهواره‌ای امارات متحدهٔ عربی

امارات متحدهٔ عربی در خاورمیانه واقع شده و با دریای عمان و خلیج فارس، بین عمان و عربستان سعودی هم‌مرز است که این امر آن را در یک موقعیت استراتژیک در جنوب تنگهٔ هرمز قرار می‌دهد.
امارات متحدهٔ عربی بین ۲۲ درجهٔ عرض شمالی و ۵۱ درجهٔ طول شرقی قرار دارد. این کشور ۵۳۰-کیلومتر (۳۳۰-مایل) با عربستان سعودی در غرب، جنوب و جنوب شرقی، و ۴۵۰-کیلومتر (۲۸۰-مایل) با عمان در جنوب شرقی و شمال شرقی مرز مشترک دارد. مرز زمینی با قطر در منطقهٔ خور العدید حدود نوزده کیلومتر (۱۲ مایل) در شمال غربی است. با این حال، این مرز محل اختلاف مداوم است. پس از خروج نظامی بریتانیا از امارات در سال ۱۹۷۱، و تأسیس آن به عنوان یک کشور جدید، امارات ادعای مالکیت جزایری را مطرح کرد که منجر به اختلافاتی با ایران شد که حل‌نشده باقی مانده است. امارات همچنین ادعای جزایر دیگری را در مورد قطر دارد. بزرگ‌ترین امارت، ابوظبی، ۸۷ درصد از مساحت کل امارات را به خود اختصاص داده است (۶۷٬۳۴۰ کیلومتر مربع (۲۶٬۰۰۰ مایل مربع)). کوچک‌ترین امارت، عجمان، تنها ۲۵۹ کیلومتر مربع (۱۰۰ مایل مربع) را در بر می‌گیرد.
سواحل امارات متحدهٔ عربی نزدیک به ۶۵۰ کیلومتر (۴۰۴ مایل) در امتداد ساحل جنوبی خلیج فارس امتداد دارد. شش امارت در امتداد خلیج فارس قرار دارند و هفتمین امارت، فجیره در ساحل شرقی شبه‌جزیره با دسترسی مستقیم به خلیج عمان است. بیشتر ساحل متشکل از کویر است که ۸ تا ۱۰ کیلومتر در داخل خشکی امتداد دارند. بزرگ‌ترین بندرگاه طبیعی در دبی است، اگرچه سایر بنادر در ابوظبی، شارجه و جاهای دیگر لایروبی شده‌اند. جزایر متعددی در خلیج فارس یافت می‌شود که مالکیت برخی از آنها موضوع مناقشات بین‌المللی با ایران و قطر بوده است. جزایر کوچکتر و همچنین بسیاری از صخره‌های مرجانی و میله‌های شنی در حال تغییر، تهدیدی برای ناوبری هستند. جزر و مد شدید و وزش بادهای گاه به گاه حرکت کشتی‌ها را در نزدیکی ساحل پیچیده‌تر می‌کند. امارات متحدهٔ عربی همچنین دارای بخش‌هایی از ساحل باطنه در خلیج عمان است. استان مسندم، منتهی‌الیه عربستان در کنار تنگه هرمز، و مدحاء مناطقی هستند که توسط عمان از خاک اصلی امارات جدا شده‌اند.

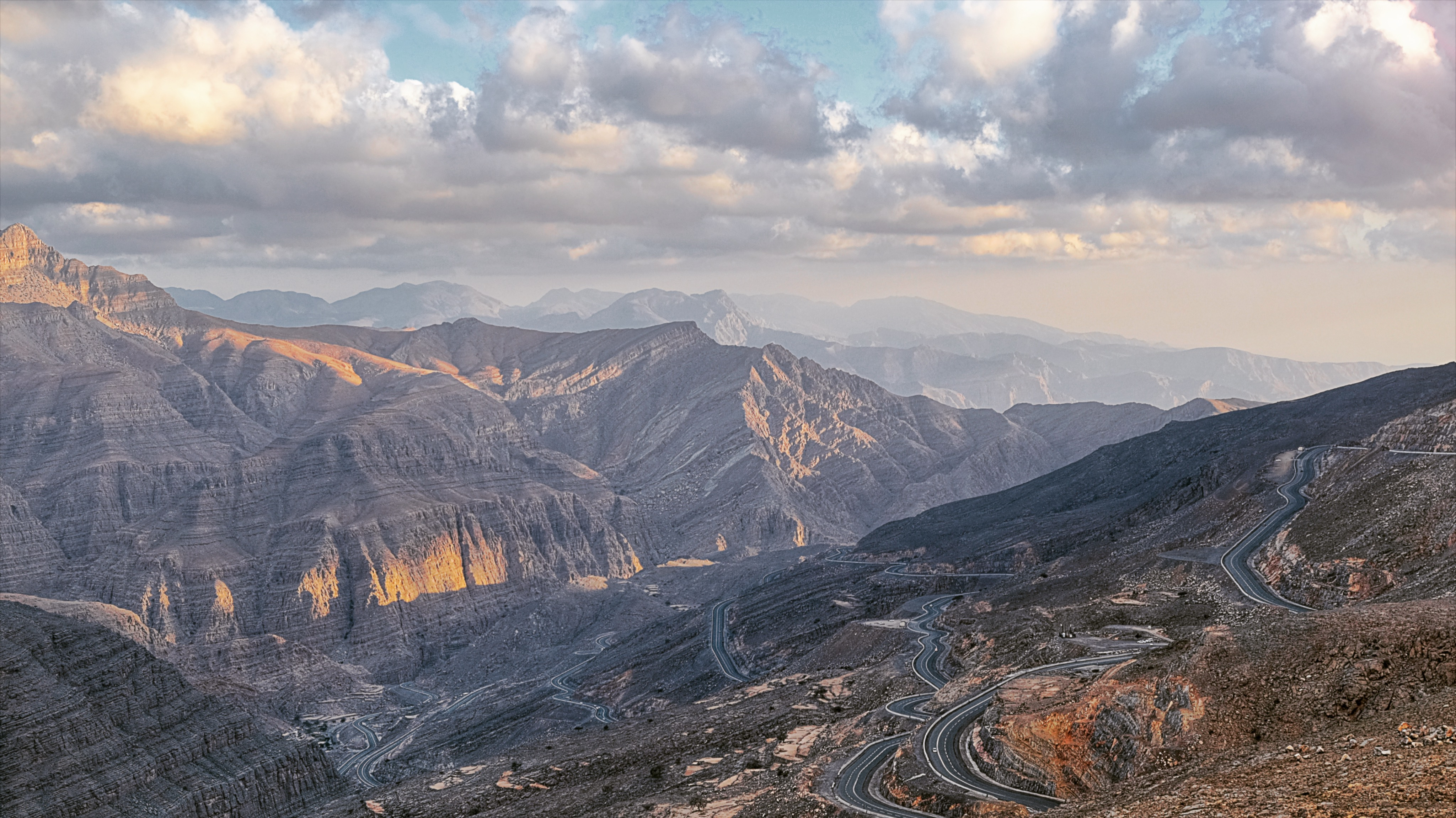
جاده‌های منتهی به جبل جایس، بلندترین کوه امارات متحدهٔ عربی (۱۸۹۲ متر)، در رأس‌الخیمه

در جنوب و غرب ابوظبی، تپه‌های ماسه‌ای گسترده وجود دارند که به ربع الخالی در عربستان سعودی امتداد دارند. منطقهٔ بیابانی ابوظبی شامل دو واحهٔ مهم با آب زیرزمینی کافی برای سکونت و کشت دائمی است. واحهٔ لیوا که در جنوب نزدیک مرز با عربستان سعودی قرار دارد و در حدود ۱۰۰ کیلومتر (۶۲ مایل) در شمال شرقی لیوا واحهٔ بریمی قرار دارد که در دو طرف مرز ابوظبی و عمان امتداد دارد. دریاچهٔ زاخر در العین یک دریاچهٔ مصنوعی است که در نزدیکی مرز با عمان قرار دارد و از فاضلاب تصفیه‌شده ایجاد شده است.
بریتانیا قبل از خروج از منطقه در سال ۱۹۷۱، مرزهای داخلی را بین هفت امارت تعیین کرد تا از اختلافات ارضی که ممکن است تشکیل فدراسیون را مختل کند، جلوگیری کند. به‌طور کلی، حاکمان امارات مداخلات انگلیس را پذیرفتند، اما در مورد اختلافات مرزی بین ابوظبی و دبی و همچنین بین دبی و شارجه، تا پس از استقلال امارات، دعاوی متضاد حل نشد. پیچیده‌ترین مرزها در رشته‌کوه حجر بود، جایی که پنج امارت با تقسیم بیش از ده‌ها منطقه مخالف بودند.

### تنوع زیستی

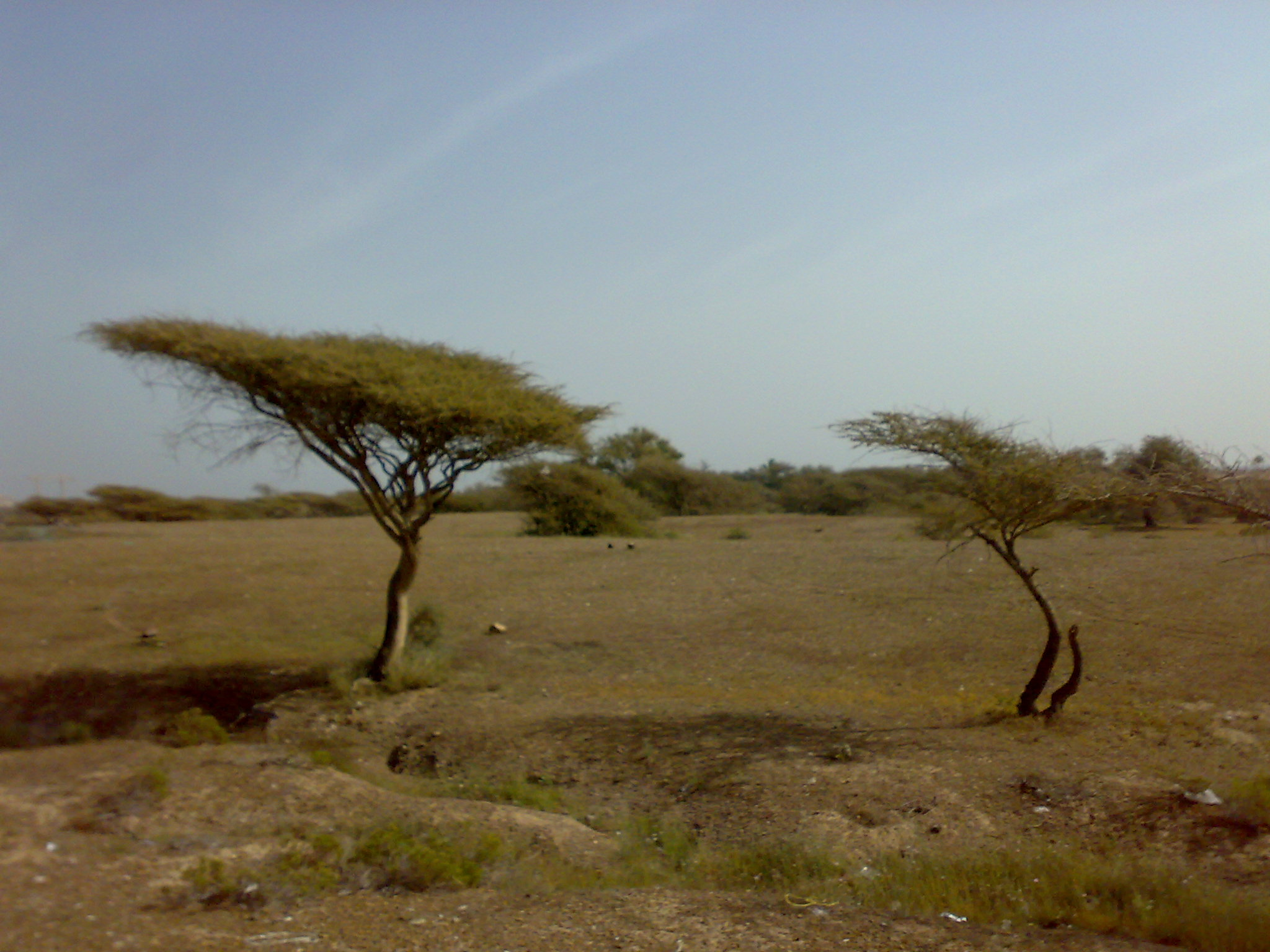
درختان آکاسیا در حومهٔ صحرا در نزدیکی فجیره

امارات شامل چهار منطقهٔ بوم‌زمینی است: جنگل‌های کوهستانی الحجر، منطقهٔ بیابانی و نیمه‌بیابانی دریای عمان، جنگل‌ها و بوته‌زارهای کوهپایهٔ الحجر، و کوهستانی الحجر.
در واحه‌ها درختان خرما، آکاسیا و اکالیپتوس رشد می‌کنند. در صحرا، روییدنی بسیار کم است و از گندمیان و بوته‌های خار تشکیل شده است. جانوران بومی به دلیل شکار شدید به انقراض نزدیک شده بودند، که منجر به یک برنامهٔ حفاظتی در جزیرهٔ صیر بنی‌یاس شد که توسط شیخ زاید بن سلطان آل نهیان در دههٔ ۱۹۷۰ آغاز شد و به عنوان مثال منجر به بقای تیزشاخ عربی، شتر یک‌کوهانه و پلنگ شد. ماهی‌ها و پستانداران ساحلی عمدتاً از ماهی خال‌خالی، سوف، و تُن، و همچنین کوسه‌ها و نهنگ‌ها تشکیل شده‌اند.

### آب‌وهوا
آب‌وهوای امارات نیمه‌گرمسیری و خشک با تابستان‌های گرم و زمستان‌های گرم است. به‌طور کلی اقلیم این کشور در طبقه‌بندی آب‌وهوای کویری قرار می‌گیرد. گرم‌ترین ماه‌ها ژوئیه و اوت هستند که میانگین حداکثر دما در دشت‌های ساحلی به بالای ۴۵ درجه سلسیوس (۱۱۳ درجه فارنهایت) می‌رسد. در کوه‌های الحجر دما به‌طور قابل‌توجهی پایین‌تر است که به دلیل افزایش ارتفاع است. میانگین حداقل دما در ژانویه و فوریه بین ۱۰ و ۱۴ درجه سلسیوس (۵۰ و ۵۷ درجه فارنهایت) است. در اواخر ماه‌های تابستان، باد مرطوب جنوب شرقی، منطقهٔ ساحلی را به ویژه ناخوشایند می‌کند. میانگین بارندگی سالانه در نواحی ساحلی کمتر از ۱۲۰ میلیمتر (۴٫۷ اینچ) است، اما در برخی مناطق کوهستانی بارندگی سالانه اغلب به ۳۵۰ میلیمتر (۱۳٫۸ اینچ) می‌رسد. باران در منطقهٔ ساحلی به صورت بارش‌های سیل‌آسا و کوتاه در طول ماه‌های زمستان می‌بارد، که گاهی منجر به سیل در بسترهای خشک‌رود می‌شود. این منطقه مستعد طوفان‌های گرد و غبار گاه به گاه و طوفان شن است که می‌تواند دید را به شدت کاهش دهد.
در ۲۸ دسامبر ۲۰۰۴، برای اولین بار در امارات متحدهٔ عربی برف در کوه جیس در رأس‌الخیمه ثبت شد. چند سال بعد، تعداد بیشتری بارش برف و تگرگ مشاهده شد.

## حکومت و سیاست
امارات متحدهٔ عربی یک کشور سلطنت فدرال مستبد است. به گفتهٔ نیویورک تایمز، امارات متحدهٔ عربی «یک حکومت خودکامه با درخشش و یک دولت مترقی و مدرن" است.». امارات متحدهٔ عربی به عنوان یک «خودکامگی قبیله‌ای» توصیف شده است که در آن هفت امارت یا هفت پادشاهی تشکیل‌دهنده توسط حاکمان قبیله‌ای به شیوه‌ای خودکامه رهبری می‌شوند. هیچ نهاد منتخب دموکراتیک و هیچ تعهد رسمی به آزادی بیان وجود ندارد. به گفتهٔ سازمان‌های حقوق بشر، نقض سیستماتیک حقوق بشر، از جمله شکنجه و ناپدید شدن اجباری منتقدان دولت وجود دارد. امارات متحدهٔ عربی در شاخص‌های آزادی در سنجش آزادی‌های مدنی و حقوق مدنی و سیاسی رتبهٔ ضعیفی دارد. امارات متحدهٔ عربی در بررسی سالیانهٔ خانهٔ آزادی به عنوان کشوری «غیر آزاد» رتبه‌بندی شده است.
شاخص دگرگونی برتلزمن، امارات متحده عربی را یک «سلطنت میانه رو» توصیف می‌کند. این کشور در بین ۱۳۷ ایالت در رتبه ۹۱ قرار گرفت و بسیار کمتر از میانگین امتیاز برای توسعه به سمت یک دموکراسی است.بر اساس سال 2023 شاخص‌های دموکراسی V-Dem، امارات متحده عربی سومین کشور کمتر کشور دموکراتیک انتخاباتی در خاورمیانه است.

### حکومت
امارات متحدهٔ عربی یک پادشاهی مشروطهٔ فدرال که از یک فدراسیون متشکل از هفت نظام سیاسی سلطنتی قبیله‌ای موروثی به نام شیخ‌نشین تشکیل شده است. این کشور توسط شورای عالی اتحاد متشکل از شیوخ حاکم ابوظبی، عجمان، فجیره، شارجه، دبی، رأس‌الخیمه و ام‌القیوین اداره می‌شود. مسئولیت‌های ملی نیز به امارت‌ها تفویض می‌شود. درصدی از درآمدهای هر امیرنشین به بودجهٔ مرکزی امارات اختصاص می‌یابد. امارات متحدهٔ عربی از عنوان «شیخ» به جای «امیر» برای اشاره به حاکمان امارت‌ها استفاده می‌کند. این عنوان به دلیل نظام حکومتی به سبک شیخی در تبعیت از فرهنگ قبیله‌های عربستان استفاده می‌شود.
رئیس و نخست‌وزیر توسط مجلس عالی اتحاد انتخاب می‌شوند. معمولاً شیخی از ابوظبی ریاست و شیخی از دبی نخست‌وزیری را بر عهده دارد. همهٔ نخست‌وزیران به جز یکی به‌طور همزمان معاون رئیس بوده‌اند. شیخ زاید بن سلطان آل نهیان بنیانگذار امارات متحدهٔ عربی است و به‌طور گسترده‌ای به خاطر اتحاد هفت امارت در یک کشور مورد احترام است. او اولین رئیس امارات متحدهٔ عربی از زمان تأسیس کشور تا زمان مرگش در ۲ نوامبر ۲۰۰۴ بود. در روز بعد، مجلس عالی اتحاد پسرش، شیخ خلیفه بن زاید آل نهیان را به این سمت انتخاب کرد.
دولت فدرال از سه شاخه تشکیل شده است:
- قوهٔ مقننه: متشکل از مجلس عالی اتحاد و مجلس ملی اتحاد.
- قوهٔ مجریه: متشکل از رئیس، که همچنین فرماندهٔ کل قواست، نخست‌وزیر و شورای وزیران است.
- قوهٔ قضاییه: دادگاه عالی و دادگاه‌های فدرال سطح پایین‌تر.

دولت الکترونیکی امارات متحدهٔ عربی گسترش دولت فدرال امارات متحدهٔ عربی در شکل الکترونیکی آن است. شورای وزیران امارات متحدهٔ عربی شاخهٔ اجرایی ارشد دولت است که توسط نخست‌وزیر ریاست می‌شود. نخست‌وزیر که توسط مجلس عالی اتحاد منصوب می‌شود، وزرا را منصوب می‌کند. شورای وزیران از ۲۲ عضو تشکیل شده و کلیهٔ امور داخلی و خارجی فدراسیون را بر اساس قانون اساسی و قانون فدرال آن اداره می‌کند. در دسامبر ۲۰۱۹، امارات تنها کشور عربی و یکی از تنها پنج کشور در جهان شد که به برابری جنسیتی در یک نهاد قانونگذاری ملی دست یافت که ۵۰ درصد از مجلس نمایندگان آن زن بودند.
امارات متحدهٔ عربی تنها کشوری در جهان است که دارای وزارت تسامح، وزارت شادی و وزارت هوش مصنوعی است. امارات متحدهٔ عربی همچنین دارای یک وزارتخانهٔ مجازی به نام وزارت امکانات است که برای یافتن راه‌حل‌هایی برای چالش‌ها و بهبود کیفیت زندگی طراحی شده است. امارات همچنین دارای یک شورای ملی جوانان است که توسط وزیر جوانان در کابینه امارات متحدهٔ عربی نمایندگی می‌شود.
نهاد قانونگذاری امارات متحدهٔ عربی مجلس ملی اتحاد است که متشکل از ۴۰ عضو است که از همهٔ امارت‌ها انتخاب شده‌اند. برای اطمینان از نمایندگی کامل، به هر امیرنشین کرسی‌های خاصی اختصاص داده شده است. نیمی از آنها توسط حاکمان امارت‌ها منصوب می‌شوند و نیمی دیگر انتخاب می‌شوند. طبق قانون، اعضای شورا باید به‌طور مساوی بین زن و مرد تقسیم شوند. مجلس ملی اتحاد به یک نقش عمدتاً مشورتی محدود شده است.

### روابط خارجی

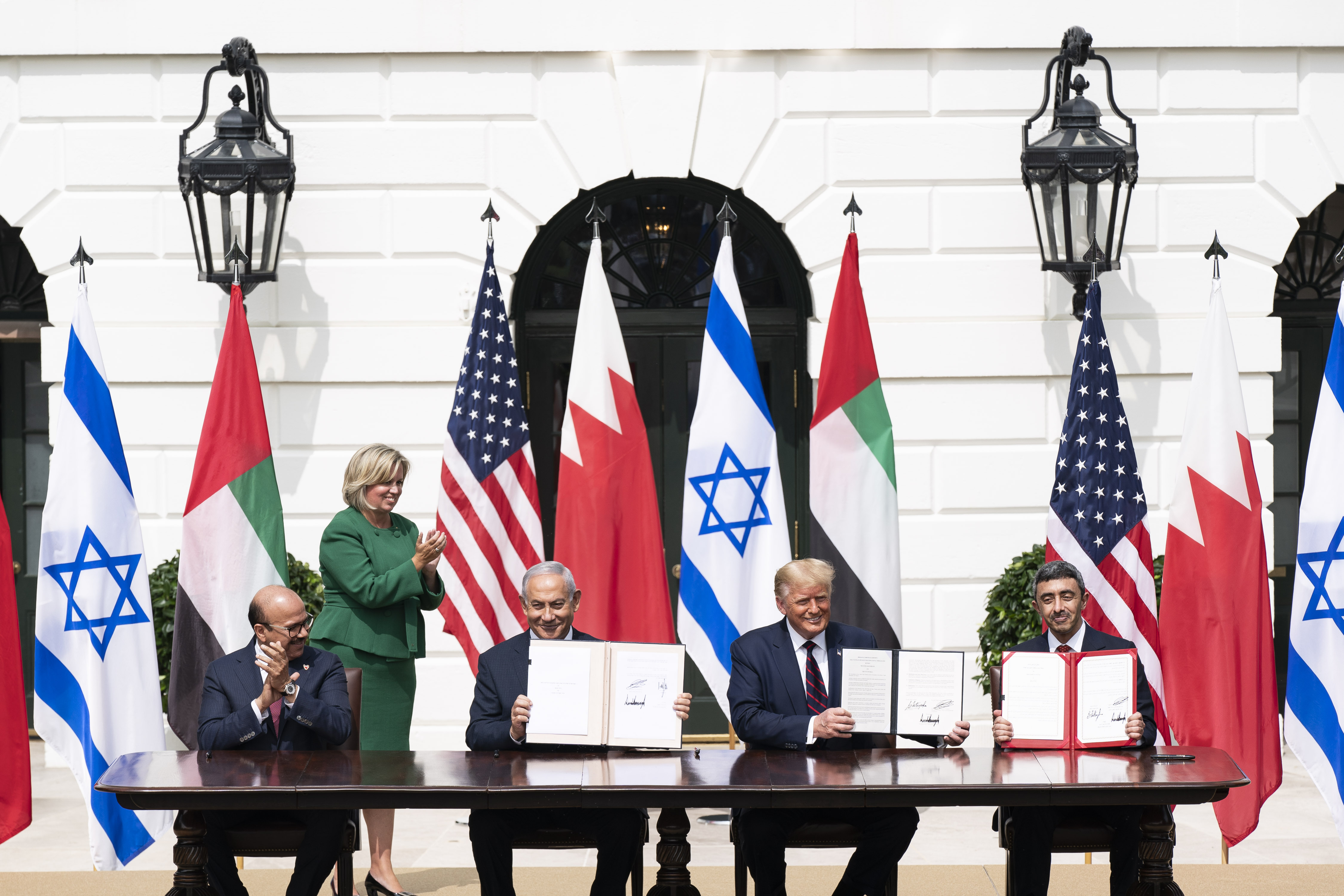
عبدالله بن زاید آل نهیان وزیر امور خارجهٔ امارات (در سمت راست) در هنگام امضای پیمان ابراهیم

امارات روابط دیپلماتیک و تجاری گسترده‌ای با اکثر کشورها و اعضای سازمان ملل دارد. این کشور نقش مهمی در اوپک ایفا می‌کند و یکی از اعضای مؤسس شورای همکاری خلیج فارس است. امارات متحده عربی عضو سازمان ملل متحد و چندین سازمان بین‌الملیی سازمان بین‌المللی هوانوردی کشوری، سازمان بین‌المللی کار، اتحادیه جهانی پست، سازمان جهانی بهداشت، سازمان جهانی مالکیت فکری، و همچنین بانک جهانی، صندوق بین‌المللی پول، اتحادیه عرب، سازمان همکاری اسلامی و جنبش عدم تعهد و همچنین، ناظر سازمان بین‌المللی سازمان بین‌المللی فرانکفونی است. اکثر کشورها در ابوظبی پایتخت این کشور نمایندگی‌های دیپلماتیک دارند و اکثر کنسولگری‌ها در بزرگ‌ترین شهر یعنی دبی استقرار دارند.
انگیزهٔ روابط خارجی امارات تا حد زیادی از هویت و رابطه با جهان عرب است. امارات متحدهٔ عربی روابط قوی با بحرین، چین، مصر، فرانسه، هند، اردن، پاکستان، روسیه، عربستان سعودی و ایالات متحدهٔ آمریکا دارد.
پس از خروج بریتانیا از امارات در سال ۱۹۷۱ و تأسیس امارات متحدهٔ عربی به عنوان یک دولت، امارات متحدهٔ عربی حقوق سه جزیره در خلیج فارس علیه ایران، یعنی ابوموسی، تنب بزرگ و تنب کوچک را مورد مناقشه قرار داد. امارات تلاش کرد این موضوع را به دیوان بین‌المللی دادگستری برساند، اما ایران توانست این محکمه را پیروز شود. پاکستان اولین کشوری بود که پس از تشکیل امارات متحدهٔ عربی رسماً آن را به رسمیت شناخت. امارات متحدهٔ عربی در کنار چندین کشور خاورمیانه و آفریقا، روابط دیپلماتیک خود را با قطر در ژوئن ۲۰۱۷ به دلیل ادعاهایی مبنی بر اینکه قطر حامی تروریسم است، قطع کردند که منجر به بحران دیپلماتیک قطر شد. این روابط در ژانویهٔ ۲۰۲۱ مجدداً احیا شد. امارات متحدهٔ عربی اسرائیل را در اوت ۲۰۲۰ به رسمیت شناخت و به توافقنامهٔ صلح تاریخی اسرائیل و امارات متحدهٔ عربی منجر شد و در پی آن روابط بین دو کشور عادی‌سازی شد.
در مارس ۲۰۲۲، بشار اسد، رئیس‌جمهور سوریه بازدیدی از امارات متحدهٔ عربی داشت، که این اولین دیدار وی از یک کشور عربی از زمان جنگ داخلی سوریه در سال ۲۰۱۱ بود. اسد در این دیدار تاریخی با محمد بن زاید، محمد بن راشد آل مکتوم و منصور بن زاید آل نهیان ملاقات کرد. رهبران دو طرف در مورد اینکه چگونه امارات می‌تواند حمایت‌های بشردوستانه و سیاسی به سوریه ارائه کند، بحث کردند. با این حال، ایالات متحده گفت که «عمیقاً از این تلاش آشکار برای مشروعیت بخشیدن به بشار اسد، که مسئول و مسئول مرگ و رنج تعداد بی‌شماری از مردم سوریه است، ناامید و ناراحت است».

### نیروهای مسلح

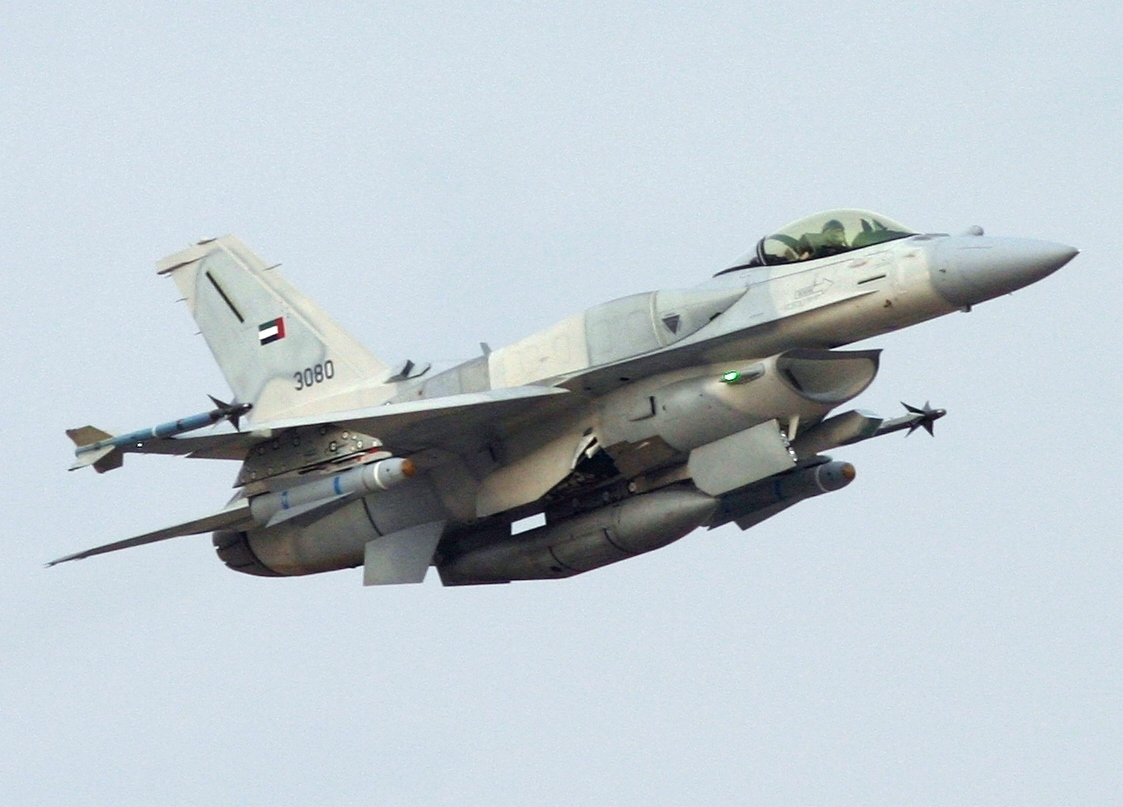
یک فروند جنگندهٔ اف-۱۶ متعلق به نیروی هوایی امارات متحدهٔ عربی در حال یرخاستن از باند لاکهید مارتین در فورت ورث.

نیروی نظامی امارات متحدهٔ عربی در سال ۱۹۷۱ از نیروهای پیشاهنگی عمان تشکیل شد و تا مدتها نماد نظم عمومی در شرق عربستان بود و توسط افسران انگلیسی فرماندهی می‌شد. نیروهای پیشاهنگی عمان در سال ۱۹۷۱ با تشکیل امارات متحدهٔ عربی، به عنوان هستهٔ دفاعی این کشور تحویل داده شدند و در نیروی دفاعی اتحادیه جذب شدند.
اگرچه در ابتدا تعداد نیروهای مسلح امارات متحدهٔ عربی کم بود، در طول سال‌ها رشد قابل توجهی داشته و در حال حاضر به برخی از مدرن‌ترین سیستم‌های تسلیحاتی مجهز شده‌اند که از انواع کشورهای پیشرفته نظامی غربی، عمدتاً فرانسه، ایالات متحده و بریتانیا خریداری شده‌اند. اکثر افسران، فارغ‌التحصیل مدرسهٔ نظامی سلطنتی سندهرست هستند، و برخی دیگر در آکادمی نظامی ایالات متحدهٔ آمریکا شرکت کرده‌اند. فرانسه و ایالات متحده با موافقت‌نامه‌های همکاری دفاعی و تأمین ادوات نظامی بیشترین نقش را از نظر استراتژیک ایفا کرده‌اند.
امارات در تلاش برای کاهش وابستگی خارجی و کمک به صنعتی‌شدن ملی، تولید مقدار بیشتری از تجهیزات نظامی را آغاز کرده است. نمونه‌ای از توسعهٔ نظامی ملی شامل شرکت کشتی‌سازی ابوظبی (ADSB) است که طیف وسیعی از کشتی‌ها را تولید می‌کند و یکی از پیمانکاران اصلی در برنامهٔ Baynunah است، برنامه‌ای برای طراحی، توسعه و تولید ناوچه‌های سفارشی برای عملیات در آبهای کم عمق خلیج فارس. امارات همچنین در حال تولید سلاح و مهمات از طریق Caracal International، وسایل نقلیهٔ حمل و نقل نظامی از طریق Nimr LLC و هواپیماهای بدون سرنشین به‌طور جمعی از طریق شرکت صنایع دفاعی امارات است. امارات از جنرال داینامیکس اف-۱۶ فایتینگ فالکن استفاده می‌کند، که توسط General Dynamics با همکاری امارات و به‌طور خاص برای نیروی هوایی امارات متحدهٔ عربی توسعه یافته است. نیروی زمینی امارات متحدهٔ عربی یک تانک سفارشی‌سازی‌شده لکلر را در اختیار دارد و تنها اپراتور این تانک به غیر از ارتش فرانسه است. بزرگ‌ترین نمایشگاه و کنفرانس دفاعی در خاورمیانه، نمایشگاه بین‌المللی دفاع، هر دو سال یکبار در ابوظبی برگزار می‌شود.
امارات متحدهٔ عربی از سال ۲۰۱۴ خدمت سربازی اجباری را برای مردان بالغ به مدت ۱۶ ماه برای گسترش نیروی ذخیره خود معرفی کرد. بیشترین تلفات جانی در تاریخ ارتش امارات در روز جمعه ۴ سپتامبر ۲۰۱۵ رخ داد که در آن ۵۲ سرباز در منطقهٔ مأرب در مرکز یمن توسط موشک کی‌ان ۲ کشته شدند.

### تقسیمات اداری
امارات متحدهٔ عربی شامل هفت امارت است. دبی با ۳۵٫۶ درصد جمعیت امارات پرجمعیت‌ترین امارت است. امارت ابوظبی دارای ۳۱٫۲٪ است، به این معنی که بیش از دو سوم جمعیت امارات در ابوظبی یا دبی زندگی می‌کنند.
مساحت ابوظبی ۶۷٬۳۴۰ کیلومتر مربع (۲۶٬۰۰۰ مایل مربع) است که ۸۶٫۷ درصد از مساحت کل کشور را بدون احتساب جزایر تشکیل می‌دهد. این خط ساحلی طولی بیش از ۴۰۰ کیلومتر (۲۵۰ مایل) دارد و برای اهداف اداری به سه منطقهٔ اصلی تقسیم شده است. امارت دبی در امتداد ساحل خلیج فارس به طول تقریبی ۷۲ کیلومتر (۴۵ مایل) امتداد دارد. مساحت دبی ۳٬۸۸۵ کیلومتر مربع (۱٬۵۰۰ مایل مربع) است که معادل ۵ درصد مساحت کل کشور بدون احتساب جزایر است. امارت شارجه در امتداد تقریباً ۱۶ کیلومتر (۱۰ مایل) خط ساحلی امارات متحدهٔ عربی در خلیج فارس و بیش از ۸۰ کیلومتر (۵۰ مایل) در داخل امتداد دارد. امارات شمالی که شامل فجیره، عجمان، رأس‌الخیمه و ام‌القیوین می‌شود، همگی ۳٬۸۸۱ کیلومتر مربع (۱٬۴۹۸ مایل مربع) مساحت دارند. دو منطقهٔ تحت کنترل مشترک وجود دارد، یکی توسط عمان و عجمان و دیگری تحت کنترل فجیره و شارجه است.
یک منطقهٔ عمانی وجود دارد که توسط قلمرو امارات احاطه شده است که به مدحاء معروف است. در نیمهٔ راه بین شبه‌جزیرهٔ مسندم و بقیهٔ عمان در امارت شارجه واقع شده است. این منطقه تقریباً ۷۵ کیلومتر مربع (۲۹ مایل مربع) را پوشش می‌دهد و مرز در سال ۱۹۶۹ تعیین شد. گوشهٔ شمال شرقی مدها نزدیکترین به جادهٔ خور فکان-فجیره است که به سختی ۱۰ متر (۳۳ فوت) دورتر است. در منطقهٔ مدا عمانی، منطقه‌ای به نام النحوة امارات متحدهٔ عربی است که همچنین متعلق به امارت شارجه است. حدود هشت کیلومتر (۵٫۰ مایل) در مسیری خاکی در غرب شهر مدحاء جدید قرار دارد که شامل حدود چهل خانه با کلینیک و مرکز تلفن است.
| پرچم | امارت             | مرکز      | جمعیت     | جمعیت | مساحت          | مساحت       | مساحت |
| پرچم | امارت             | مرکز      | ۲۰۱۸      | ٪     | (کیلومتر مربع) | (مایل مربع) | ٪     |
| ---- | ----------------- | --------- | --------- | ----- | -------------- | ----------- | ----- |
|      | ابوظبی            | ابوظبی    | ۲٬۷۸۴٬۴۹۰ | ۲۹٫۰٪ | ۶۷٬۳۴۰         | ۲۶٬۰۰۰      | ۸۶٫۷٪ |
|      | عجمان             | عجمان     | ۳۷۲٬۹۲۲   | ۳٫۹٪  | ۲۵۹            | ۱۰۰         | ۰٫۳٪  |
|      | دبی               | دبی       | ۴٬۱۷۷٬۰۵۹ | ۴۲٫۸٪ | ۳٬۸۸۵          | ۱٬۵۰۰       | ۵٫۰٪  |
|      | فجیره             | فجیره     | ۱۵۲٬۰۰۰   | ۱٫۶٪  | ۱٬۱۶۵          | ۴۵۰         | ۱٫۵٪  |
|      | رأس‌الخیمه         | رأس‌الخیمه | ۴۱۶٬۶۰۰   | ۴٫۳٪  | ۲٬۴۸۶          | ۹۵۰         | ۳٫۲٪  |
|      | شارجه             | شارجه     | ۲٬۳۷۴٬۱۳۲ | ۲۴٫۷٪ | ۲٬۵۹۰          | ۱٬۰۰۰       | ۳٫۳٪  |
|      | ام‌القیوین         | ام‌القیوین | ۷۲٬۰۰۰    | ۰٫۸٪  | ۷۷۷            | ۳۰۰         | ۱٪    |
|      | امارات متحدهٔ عربی | ابوظبی    | ۹٬۵۹۹٬۳۵۳ | ۱۰۰٪  | ۷۷٬۷۰۰         | ۳۰٬۰۰۰      | ۱۰۰٪  |

### حقوق بشر
با وجود تمام پیشرفت‌های انجام شده در سال‌های گذشته، وضعیت حقوق بشر در امارات متحده عربی هنوز مورد انتقاد سازمان‌های حامی حقوق بشر بوده است. شهروندان حق انتخاب یا تغییر دولت و عضویت در احزاب سیاسی را به دست نیاورده‌اند. در طول تاریخ این کشور تنها یک انتخابات، در سال ۲۰۰۶ برگزار شده است. که مجمع تشکیل شده به وسیلهٔ انتخابات هیچ گونه حق قانونگذاری ندارد. کارگران خارجی از بسیاری از حقوق کار محروم هستند امارات متحده عربی بسیاری از معاهدات بین‌المللی دربارهٔ حقوق کارگران را امضا نکرده است.
دولت امارات همچنین محدودیت‌های گسترده‌ای را برای آزادی بیان به‌وجود آورده است. این کشور رسانه‌ها را از انتقاد از مقامات سیاسی و مشکلات اقتصادی کشور برحذر داشته است. همچنین خودسانسوری نیز به طرز گسترده در رسانه‌های اماراتی وجود دارد. روابط نامشروع در امارات غیرقانونی است.

### قوانین و پلیس

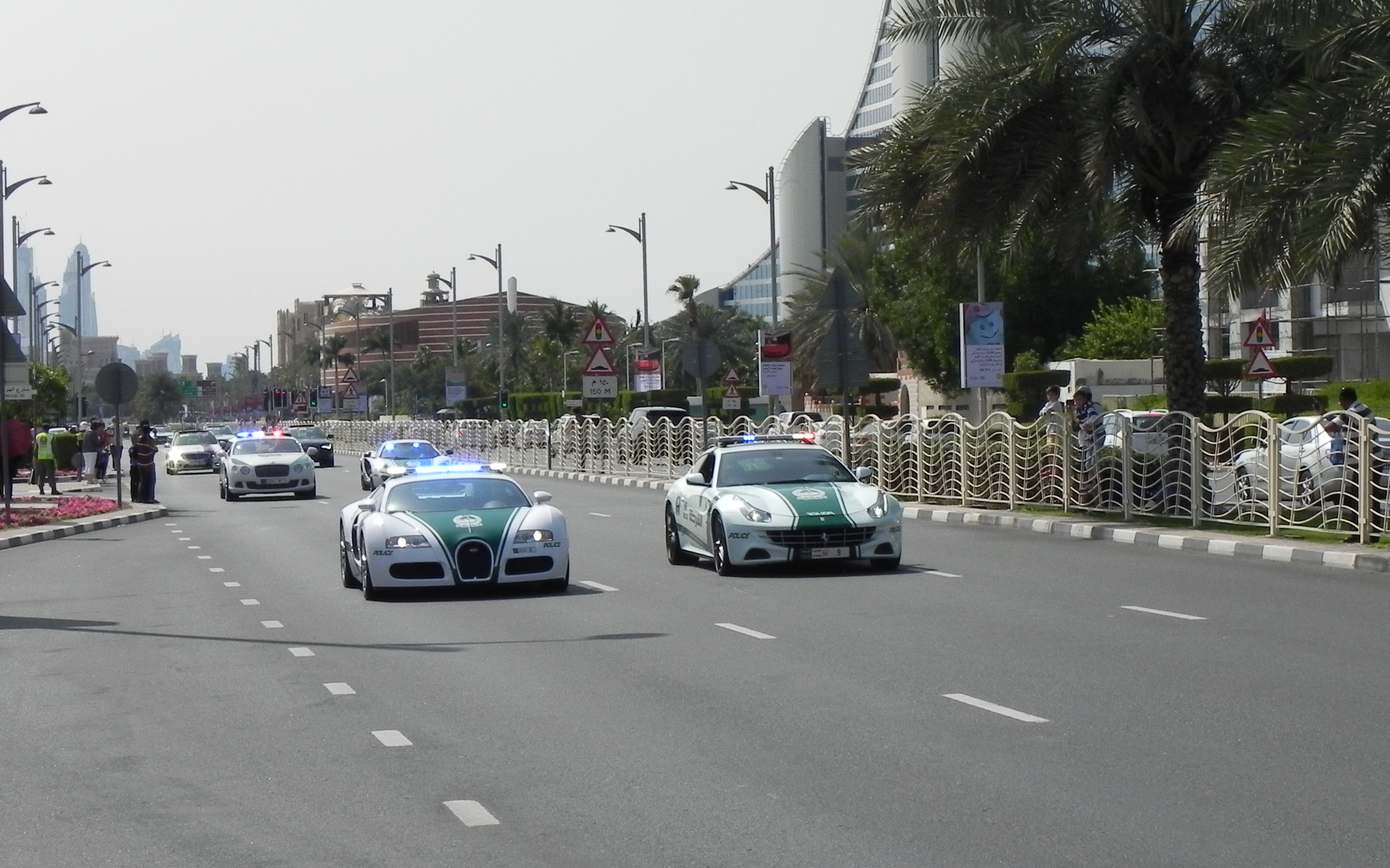
چند خودروی پلیس دبی

شلاق‌زدن مجازاتی برای جرایم جنایی مانند رابطه جنسی پیش از ازدواج است. همچنین بر اساس گزارش‌ها، سنگسار یک مجازات قانونی در امارات بوده است. بوسیدن در اماکن عمومی نیز غیرقانونی است و می‌تواند منجر به اخراج از کشور شود. پلیس دبی و پلیس ابوظبی نیز از مشهورترین پلیس‌های آسیایی هستند و بخش زیادی از این شهرت به دلیل استفاده از تجهیزات گران‌قیمت همانند خودروهای پلیس لوکس است.

## اقتصاد

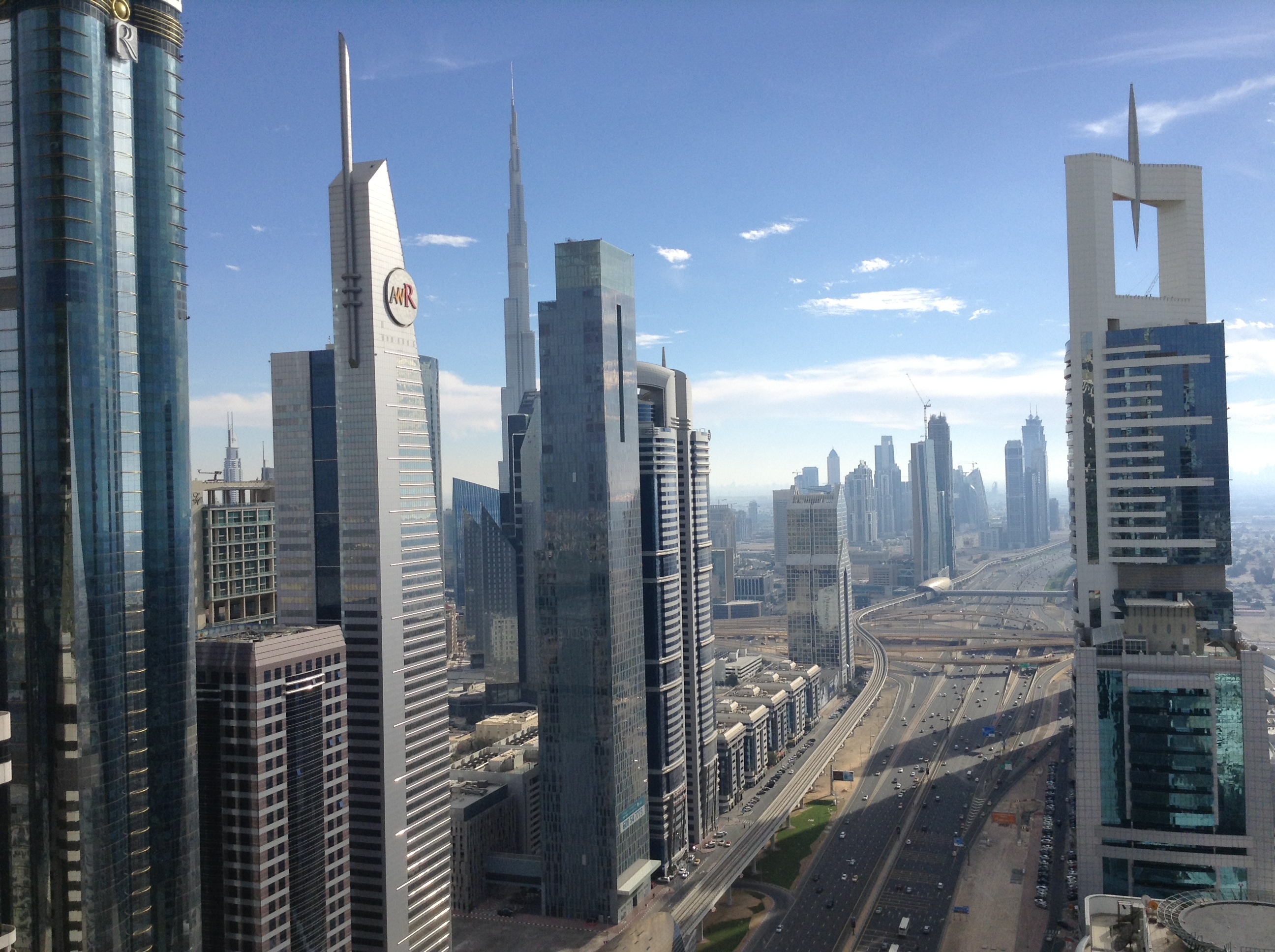
مرکز مالی بین‌المللی دبی؛ همچنین ساختمان‌های بلند که نمادی از ثبات اقتصادی کشور هستند در تصویر نمایان‌اند.

در هنگامی که کشورهای سرآمد منطقه درگیر مشکلات فراوان اقتصادی بودند و در ایران به تازگی انقلاب ۱۳۵۷ رخ داده بود، امارات متحده عربی سیستم اقتصادی جدیدی را برای کشور در نظر گرفت. از سال ۱۳۵۷ خورشیدی تاکنون، این کشور با پیگیری طرح‌های جدید اقتصادی توانست از کشوری که مردمی قبیله‌ای و صحرانشین دارد، به یکی از ثروتمندترین کشورها در جهان تبدیل شود. رشد اقتصادی سریع این کشور در میانه راه، دارای مشکلات زودگذر هم بوده است که با مشارکت بخش بین‌المللی مشکلات قدیمی رفع شده‌اند. این کشور در سال‌هایی که غرب دچار مشکلات شدید مالی بود، توانست به میزبان جدید سرمایه و شرکت‌های غربی تبدیل شود. به نحوی که هم‌اکنون بسیاری از شرکت‌های معتبر جهان، در این کشور بخش مولد اقتصادی (نه صرفاً فروش) دارند.
ساختار اقتصادی این کشور به گونه‌ای طراحی شده است که به دولت فشاری برای پایین نگاه داشتن نرخ بیکاری نمی‌آید. با توجه به جمعیت بومی کشور، امارات متحده از کشورهای بسیاری کارگر، متخصص و کارمند می‌گیرد که قوانین ویزای کشور برای بسیاری از این افراد سخت‌گیرانه محسوب می‌شود. امارات متحده عربی دومین اقتصاد بزرگ در شورای همکاری خلیج فارس (پس از عربستان سعودی) است و تولید ناخالص داخلی آن در سال ۲۰۱۸ برابر ۷۳۲٫۸۶۱ بیلیون دلار بوده است.
واحد پول این کشور درهم امارات است و هر درهم معادل ۰٫۲۷۲ دلار آمریکا و هر دلار معادل ۳٫۶۷ درهم است. (آوریل ۲۰۲۲)

### بازرگانی و امور مالی
امارات متحده عربی یک محیط توانمند و قدرتمند اقتصادی را فراهم می‌کند که برای فعالیت‌های خرد و کلان مناسب است. شرایط پایدار سیاسی و اقتصاد کلان، یک دولت آینده‌دار و مورد پذیرش، زیرساخت‌های همگانی جدید و زیرساخت‌های فناوری اطلاعات و ارتباطات همگی به جذب بخش‌های کمکی بین‌المللی برای اقتصاد کشور کمک کرده‌اند. علاوه بر این موارد، این کشور پیشرفت‌های مداوم و قانع‌کننده‌ای در محیط نظارتی اقتصادی خود داشته است و در سال‌های اخیر شفافیت اقتصادی کشور رشد قابل توجهی کرده است. گروه بانک جهانی این کشور را از نظر شاخص آسانی انجام کسب‌وکار، در رده ۲۶ جهان قرار داده است.
امارات متحده عربی در رده‌های برتر چندین شاخص جهانی از جمله شاخص انجام کارهای بازرگانی، شاخص رقابت جهانی جهانی Forum World (WEF)، گزارش شادی جهانی (WHR) و شاخص جهانی نوآوری (GII) قرار دارد. از نظر جوانان عرب (نظرسنجی سال ۲۰۱۸)، امارات متحده عربی وضعیت اقتصادی امنی دارد و برای شروع تجارت کشور خوبی است. با تمام این‌ها این کشور بر کارگران قوانین سختگیرانه‌ای نیز دارد. برای مثال اگر کارگران خارجی در تظاهرات شرکت کنند و دست از کار بکشند، امکان لغو جواز کار و اخراج آنان وجود دارد.

### گردشگری

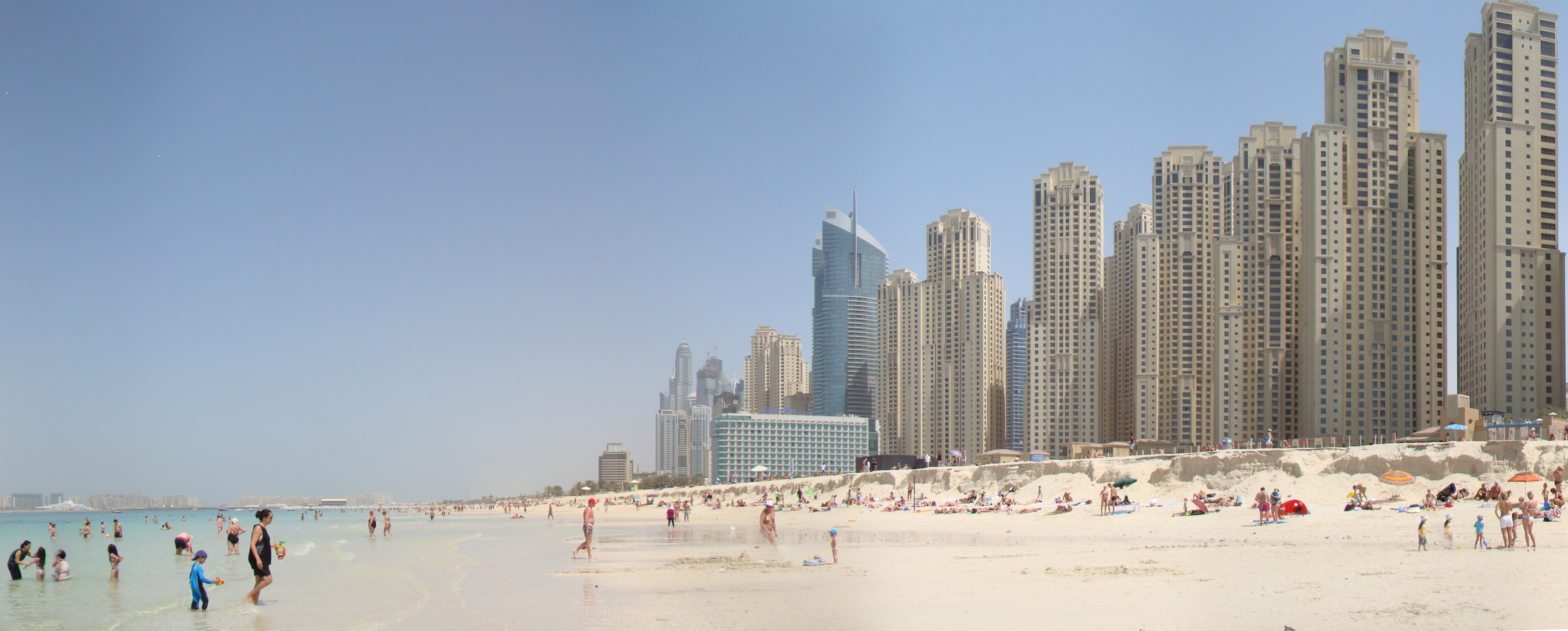
ساحل دبی مارینا

گردشگری به عنوان یک بخش رشد دهنده اقتصادی برای امارات متحده عربی عمل می‌کند. شهر دبی به عنوان مقصد برتر گردشگری در خاورمیانه شناخته می‌شود. تا ۲۰۲۰، دبی همچنین پنجمین مقصد جهانگردی در جهان نیز محسوب شده است. دبی به تنهایی بیش از نیمی از سهم از اقتصاد گردشگری امارات را به خود اختصاص داده است و ابوظبی و شارجه در رده‌های بعدی قرار دارند. دبی در سال ۲۰۱۳، به تنهایی از ۱۰ میلیون گردشگر پذیرایی کرد.
این کشور از دهه‌ها پیش، آغاز به ساخت زیرساخت‌های جدید گردشگری همانند فرودگاه، هتل، منطقه‌های تجاری و بازرگانی، جاذبه‌های توریستی و تبلیغات کرده است. حتی برخی فیلم‌های پرفروش جهان نیز در این کشور فیلم‌برداری شده‌اند و نمادهای گردشگری کشور در این فیلم‌ها دیده می‌شوند. در ششم ژانویه سال ۲۰۲۰، محمد بن راشد آل مکتوم اعلام کرد که ویزای گردشگری امارات متحده عربی، که پیش تر تا سه ماه معتبر بود، از این تاریخ تا پنج سال می‌تواند معتبر باشد.

### ترابری

#### هوایی
ترابری همگانی در امارات متحده عربی با توجه به گسترش حضور گردشگران خارجی در کشور، بسیار مورد توجه بوده است. فرودگاه بین‌المللی دوبی در سال ۲۰۱۴ به پررفت‌وآمدترین فرودگاه جهان تبدیل شد و همچنان نیز در صدر پررفت‌وآمدترین فرودگاه‌های جهان است. هواپیمایی اتحاد و هواپیمایی امارات در دهه‌های گذشته توانستند به شرکت‌های شناخته‌شدهٔ بین‌المللی تبدیل شوند و با کنار زدن رقبای منطقه‌ای همانند ایران‌ایر از ایران، به سود و اعتبار بالایی دست یابند.

#### ریلی

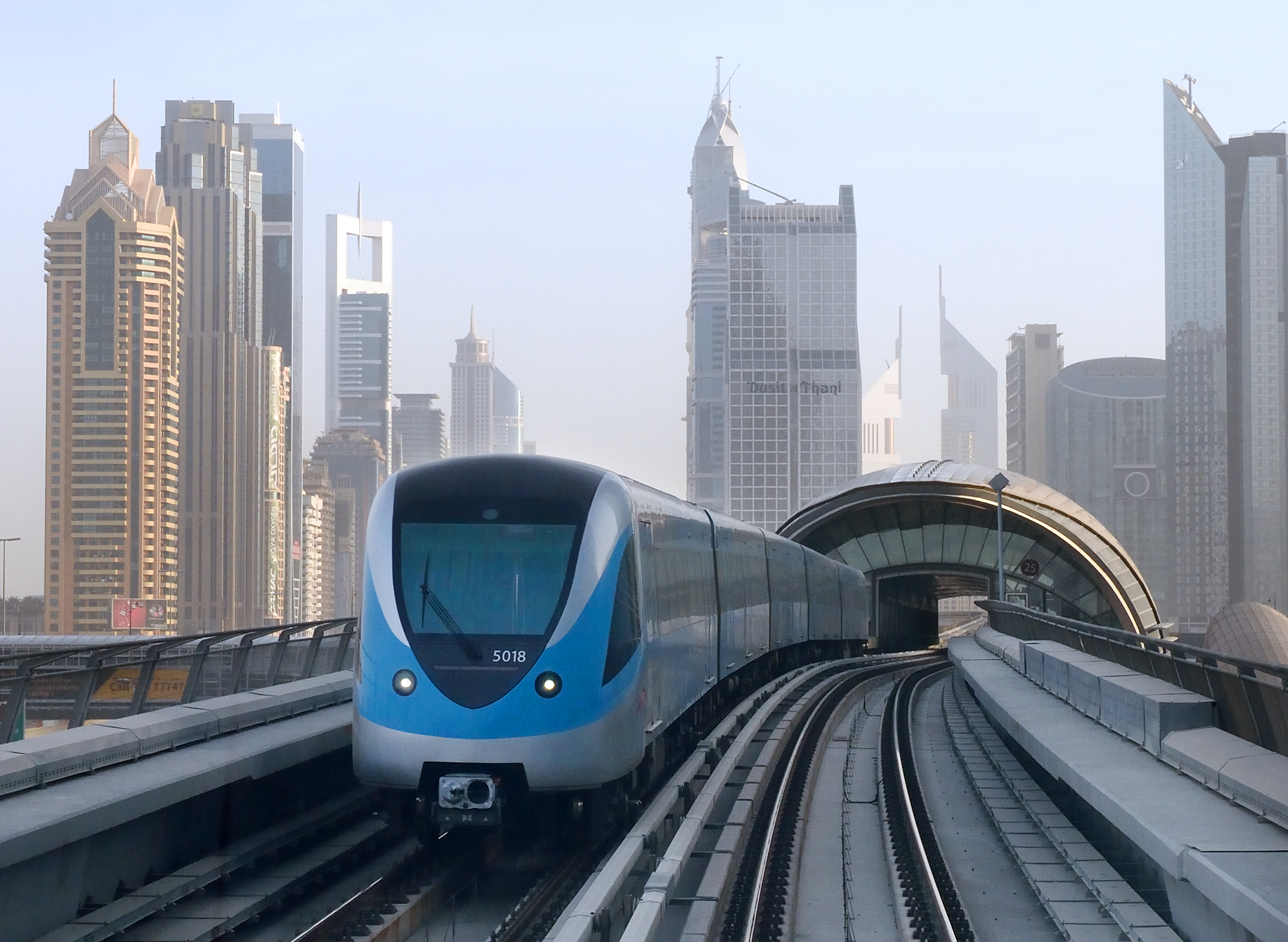
یک قطار در متروی دبی.

یک راه‌آهن به طول ۱٬۲۰۰ کیلومتر (۷۵۰ مایل) در سراسر کشور در دست ساخت است که تمام شهرهای بزرگ و بنادر را به هم متصل می‌کند. متروی دبی اولین سیستم حمل و نقل سریع در شبه‌جزیرهٔ عربستان است و تا سال ۲۰۱۶ طولانی‌ترین شبکهٔ متروی بدون راننده در جهان بودد.

#### دریایی
بنادر بزرگ امارات متحده عربی عبارتند از: بندر خلیفه، میناء زاید، بندر جبل علی، پورت‌رشید، بندر خالد، بندر سعید و بندر خور فکان. امارات به‌طور فزاینده‌ای در حال توسعهٔ لجستیک و بنادر خود برای مشارکت در تجارت بین اروپا و چین و آفریقا است.
امارات از لحاظ تاریخی بخشی از جادهٔ ابریشم دریایی بوده و هست که از سواحل چین به جنوب هند تا مومباسا و از آنجا از طریق دریای سرخ و کانال سوئز به دریای مدیترانه، آنجا به منطقهٔ آدریاتیک و مرکز تریسته با اتصالات ریلی آن به اروپای مرکزی) اروپای شرقی و دریای شمال متصل می‌شود.

### بزرگراه‌ها

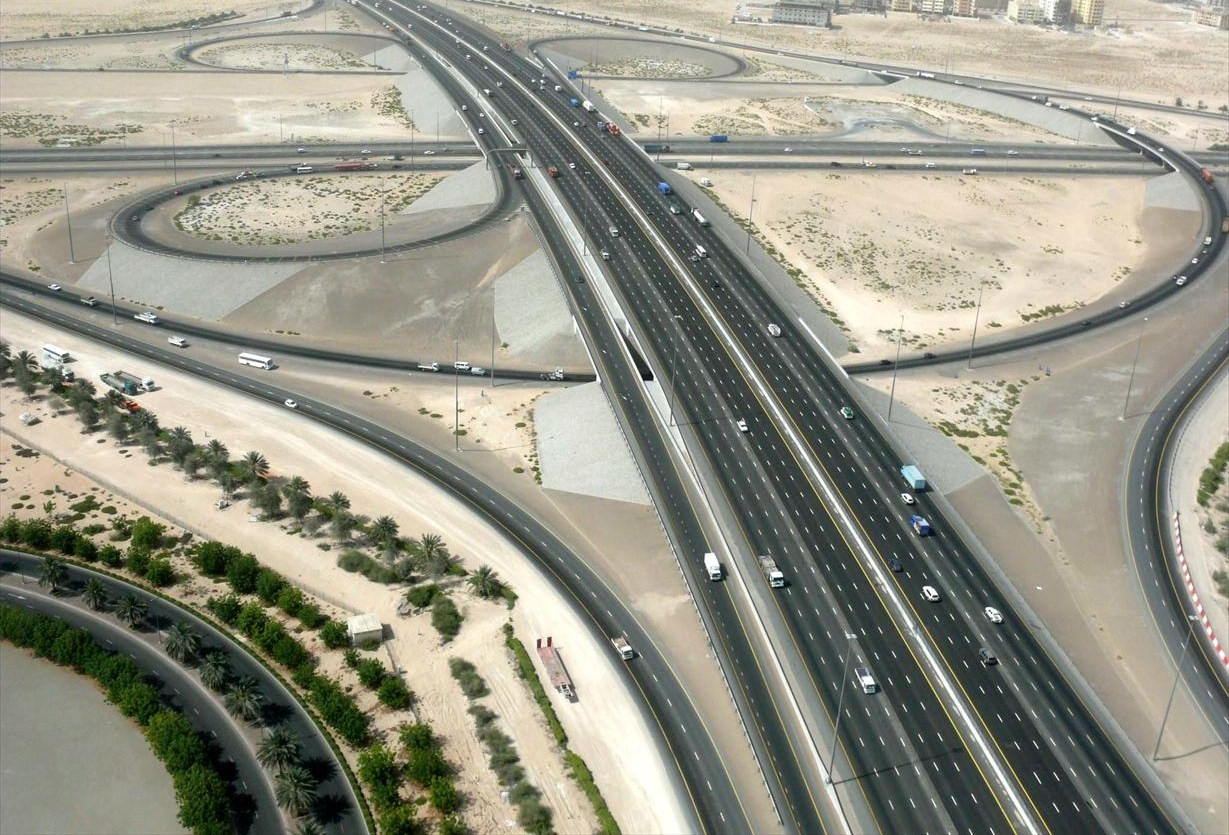
آزادراه E 311، یکی از جاده‌های اصلی در امارات است.

ابوظبی، دبی، شارجه، عجمان، ام‌القیوین، و رأس‌الخیمه از طریق بزرگراه E11 به هم متصل می‌شوند که طولانی‌ترین جاده در امارات است. در دبی، علاوه بر مترو، تراموا و مونوریل پالم جمیرا، بخش وسیعی از شهر از طریق بزرگراه‌ها در دسترس است. همچنین یک شبکهٔ اتوبوس، تاکسی، و قایق‌های آبی نیز توسط RTA اداره می‌شود. T1، یک سیستم تراموای دو طبقه در مرکز شهر دبی است که از سال ۲۰۱۵ تا ۲۰۱۹ عملیاتی شد.

## فرهنگ
فرهنگ اماراتی مبتنی بر فرهنگ عربی است و از فرهنگ ایرانی، هندی و آفریقای شرقی تأثیر بسیاری گرفته است. معماری ایرانی و معماری عربی به عنوان بخشی از هویت تاریخی و فرهنگی کشور شناخته می‌شوند. تأثیر ایرانیان بر فرهنگ اماراتی در معماری کهن و هنرهای فراگیر امارات قابل ملاحظه است. به عنوان مثال، برج بادگیر برجسته که در بالای ساختمان‌های قدیمی اماراتی قرار دارد، به یک علامت مشخص معماری اماراتی تبدیل شده است و به نفوذ معماری پارسی در کشور نسبت داده شده است.

### آشپزی اماراتی
آشپزی اماراتی، آشپزی اصیل و سنتی امارات متحده عربی است که شباهت‌های بسیار و آشکاری با آشپزی کشورهای همسایه مانند ایران، عمان، عربستان، برخی نواحی خاورمیانه و آسیا دارد. آشپزی و غذاهای مدرن اماراتی دربرگیرنده غذاهایی از سراسر دنیاست.

### موسیقی و رقص
امارات متحده عربی میزبان شمار زیادی رویداد موسیقی و رقص بین‌المللی بوده است. بسیاری از خوانندگان سرشناس جهان برای اجرای کنسرت به شهرهای این کشور می‌آیند. همچنین انواع کلوب، باشگاه و سالن‌های کنسرت در شهرهای کشور موجود است که میزبان گردشگران خارجی نیز هستند.

### رسانه‌ها
در حالی که رسانه یکی از نخستین صنایع است که امارت دوبی سعی بر گسترش آن در بسیاری از شهرهای کوچک کرده، مسائل مهمی دربارهٔ آزادی بیان در امارات به قوت خود باقی‌مانده است. شهر رسانه‌ای دوبی، دوبی را به مرکز رسانه در منطقه تبدیل کرده است، و شامل ایجاد رسانه، از صنعت چاپ گرفته تا تلویزیون و رسانهٔ جدید و همچنین تبلیغات و صنعت بازاریابی می‌باشد.
شماری از سازمان‌های خبری بین‌المللی که شامل رویترز، آسوشیتد پرس، فرانس پرس، بلومبرگ، داو جونز نیوزوایرز، سی ان ان و بی‌بی‌سی می‌باشند، همگی در شهر رسانه‌ای دوبی حضور دارند، و می‌توانند آزادانه در مورد حوادث منطقه‌ای و محلی گزارش تهیه کنند. با این وجود، محدودیت‌هایی برای رسانه‌های محلی وجود دارد، و به شدت از هر گونه انتقادی در مورد خانوادهٔ سلطنتی منع شده‌اند. روزنامه‌های انگلیسی زبان مهم امارات عبارتند از:
- گلف نیوز، پر تیراژترین روزنامه
- امیریتز ایونینگ پوست، تنها روزنامه انگلیسی عصر
- 7روز، پر تیراژترین تبلوید
- خلیج تایمز، دارای رتبه دوم در تیراژ
- امیریتز تودی، روزنامه‌ای دولتی

### ورزش
امارات متحده عربی در تلاش بوده است که میزبانی رویدادهای جهانی و منطقه‌ای ورزشی را بگیرد و برای این کار زیرساخت‌هایی فراهم آورده است که باعث کسب مقبولیت جهانی شده است. فوتبال، شترسواری، بازداری، تنیس و گونه‌ای از مسابقات اسب سواری، در این کشور بسیار محبوب هستند. فوتبال محبوبیت خاصی در کشور دارد و باشگاه‌های الوحده، الوصل، شباب الاهلی، العین و النصر در کشور هواداران بسیاری دارند و برخی از این تیم‌ها توانسته‌اند افتخارات بین‌المللی همانند مقام دوم در جام باشگاه‌های فوتبال جهان و مقام اول در لیگ قهرمانان آسیا را کسب کنند. بیشتر تیم‌های ورزشی این کشور از امکانات سطح بالا و پوشاک ورزشی با برندهای مشهور استفاده می‌کنند. فدراسیون فوتبال امارات متحده عربی نیز در سال ۱۹۷۱ تأسیس شد و برنامه‌هایی برای افزودن استعدادهای جوان به تیم ملی فوتبال کشور دارد. جام ملت‌های آسیا ۲۰۱۹ هفدهمین دورهٔ جام ملت‌های آسیا به میزبانی امارات متحده عربی بود که تیم ملی امارات در این دوره عملکرد مناسبی داشت.

## بهداشت
امید به زندگی در امارات متحده عربی ۷۶٫۹۶ سال است. بیماری‌های قلبی و عروقی عامل اصلی مرگ در امارات است که ۲۸٪ از کل مرگ و میرها را تشکیل می‌دهد. داشتن بیمه درمانی اجباری در ابوظبی برای مهاجران و وابستگان آنان، از محرک‌های اصلی اصلاح سیاست مراقبت‌های بهداشتی در کشور بوده است. در دهه گذشته اصلاحاتی بر سیاست‌های بهداشتی کشور انجام گرفت که شرایط بسیار بهتری را برای شهروندان فراهم کرده است.
این کشور همچنین از سراسر کشورهای عضو شورای همکاری کشورهای عربی حاشیه خلیج فارس، گردشگر پزشکی جذب می‌کند.